# Liste des familles subsistantes de la noblesse française (L à Z)
Pour les familles de A à K, voir Liste des familles subsistantes de la noblesse française (A à K).
Cette liste des familles de la noblesse française rassemble les familles subsistantes d'après les principaux ouvrages de généalogie et notamment l'ouvrage de Régis Valette publié en 2007, complété par d'autres sources qui toutes sont présentées en bibliographie de bas de page.

## Définition de la subsistance
Par subsistante, en appui des ouvrages de la bibliographie, les auteurs entendent, toutes les familles comptant au moins un membre vivant (homme ou femme). Les familles éteintes en France, mais subsistantes à l'étranger ou devenues étrangères, sont incluses dans cette liste. A contrario, les familles françaises subsistantes qui tirent leur principe de noblesse d'un souverain étranger (noblesse étrangère), et qui n'ont pas été maintenues ou reconnues nobles en France (r.n.f.), n'y sont pas incluses.

## Éligibilité
Sous l'Ancien Régime, étaient nobles les individus respectant les critères suivants : être membre d'une famille qui descend en ligne masculine, naturelle, sans adoption, et légitime (dans le cadre du mariage), d'un auteur en possession de la noblesse française acquise et transmissible, par acte émanant du pouvoir souverain du territoire français. Cette liste reprend ainsi les familles actuellement subsistantes qui descendent d'un membre respectant ces critères le 23 juin 1790 (date de l'abolition de la noblesse héréditaire et des titres en France).
De par les actes postérieurs à 1790 de différents gouvernements et souverains, s’ajoutent à cette liste les familles anoblies et/ou titrées au cours des différents régimes du XIXe siècle, ainsi que les familles de la noblesse des provinces réunies à la France après 1790 : le comtat Venaissin, le duché de Savoie et le comté de Nice.
Signalons toutefois que des auteurs expriment des désaccords sur certaines preuves de noblesse, sur l'expression « noblesse d'Empire », sur la notion de noblesse au XIXe siècle et sur la notion de « noblesse inachevée ».

## Cas particuliers
Lorsqu'un titre a été attribué sans anoblissement, comme cela se faisait sous l'Empire comme sous la Restauration (contrairement à l'Ancien Régime où un titre ne pouvait être donné à un roturier, à noter que la Restauration a parfois accordé des titres joints d'un anoblissement), il est mentionné : titre sans anoblissement.
Lorsque sont données des informations contradictoires sur la noblesse d'une famille, il est alors ajouté: noblesse non consensuelle.

## Présentation des entrées
Les familles sont répertoriées par ordre alphabétique du premier patronyme, avec dans la mesure du possible :
- l'origine de leur noblesse (noblesse d'extraction, anoblissement par lettres ou par charge, maintenue de noblesse avec anoblissement en tant que besoin, etc) avec la date des actes/décisions de justice ;
- en cas de noblesse d'extraction, c'est-à-dire de noblesse officiellement reconnue sans connaître l'acte initial d'anoblissement, la date de l'acte le plus ancien concernant le premier ancêtre connu des membres actuels de la famille ;
- le titre de noblesse français lorsqu'il est authentique, régulier, et subsistant, c'est-à-dire actuellement en possession de l'aîné des descendants directs en ligne masculine du premier titulaire dudit titre, ledit titre devant avoir été octroyé par lettres patentes par un souverain français ;
- le lieu d'origine (commune actuelle, nom de la ou des provinces) ;
- la mention éventuelle de l'adhésion à l'Association d'entraide de la noblesse française (ANF) et l'année d'entrée[4].

La liste des familles classées de A à K figure dans la première partie de cet article.
- Haut – A
- B
- C
- D
- E
- F
- G
- H
- I
- J
- K
- L
- M
- N
- O
- P
- Q
- R
- S
- T
- U
- V
- W
- X
- Y
- Z

## L
- Laage de Bellefaye (de), -de Meux (de) et -de La Rocheterie (de), secrétaire du roi 1759-1784 et secrétaire du roi 1753-1777 pour deux tiges de la branche de Bellefaye, secrétaire du roi 1718-1738 pour la branche de Meux et le rameau de La Rocheterie[5], ANF (1993).
- La Barre de Nanteuil (de), ancienne extraction 1458[a 1] ou 1537 (selon Chaix d'Est-Ange)[d 1], Normandie (Eure), ANF (1945).
- La Barrière (de), extraction 1560 (non confirmé par Chaix d'Est-Ange[d 2]), maintenue 1718 et 1778, Agenais[d 2], ANF (1986).
- Labat de Lapeyrière (de), ancienne extraction 1487, Saint-Léger, Agenais[6], ANF (1977).
- Labbey de La Besnardière (de), extraction 1549, maintenue 1667, Normandie[réf. nécessaire], ANF (1972).
- Label de Lambel, Empire, baron en 1810 confirmé 1814[7], comte en 1830[réf. nécessaire], Barrois, ANF (1983). Titre sans anoblissement.
- La Béraudière (de), extraction 1527, Poitou, Touraine[d 3], ANF (1953).
- La Biche (de) et La Biche de Reignefort (de), Empire, chevalier en 1813 confirmé 1826, anoblie 1826, Limousin[d 4],[7], ANF (1997).
- La Bigne (de), ancienne extraction 1492, anoblissement en 1522, Normandie, (Chaix d'Est-Ange rapporte que la filiation certaine débute en 1492, Robert de la Bigne a été anobli en 1522, suivie de plusieurs maintenues en la noblesse)[d 5], ANF (1961).
- Laborde (de), secrétaire du roi 1756, marquis de Méréville en 1785, Béarn[a 1].Famille éteinte en ligne masculine[réf. nécessaire].
- Laborde-Lassale (de), reconnaissance de noblesse par décharge de franc-fief en 1696, Gascogne, ANF (1933).
- Laborde-Noguez (de), secrétaire du roi en 1750, Béarn (Bayonne)[a 2].
- La Borie de La Batut (de), Parlement de Bordeaux en 1505, Périgord, ANF (1938).
- La Bourdonnaye (de) et La Bourdonnaye-Blossac (de)[d 6], ancienne extraction 1427, honneurs de la Cour, vicomte de Coettion en 1650 ; marquis de La Bourdonnaye en 1717 ; Bretagne (Rennes), ANF (1948).
- Labriffe (de)[d 7], trésorier à Montpellier en 1638, comte en 1810, honneurs de la Cour (refusés par Louis XV mais admis par Louis XVI en 1789 malgré l'avis défavorable de Chérin), Armagnac, ANF (1951).
- La Broïse (de)[d 8], ancienne extraction 1433, Avranchin, Bessin, Normandie, ANF (1963).
- La Brosse (de), secrétaire du roi 1770-1773, Auvergne[réf. nécessaire], ANF (1998).
- La Brouë de Vareilles-Sommières (de), principe de noblesse à déterminer, Angoumois[réf. nécessaire], ANF (1951).
- Lac (du), secrétaire du roi 1761-1784, Languedoc[a 3], ANF (1936).
- Lac de Fugères (du)[d 9], maintenue de noblesse avec anoblissement en tant que besoin en 1700, Velay, , ANF (2016).
- La Celle de Châteaubourg (de), ancienne extraction 1430, Bretagne[d 10],[LM 1], ANF (1952).
- La Celle de Châteauclos (de) et La Celle (de), La Celle-Dunoise, extraction chevaleresque 1399, Marche (Dun), Saintonge, Périgord[d 10], ANF (1955).
- Lacger de Camplong (de), extraction, maintenue 1671, baron en 1813, Languedoc[réf. nécessaire], ANF (1954).
- La Chaise (de) , Empire, chevalier 1809, baron en 1810 confirmé en 1816, Bourgogne[d 11]. Titre sans anoblissement.[réf. nécessaire]
- La Chapelle de Béarnès et de Morthon (de), anoblie en 1703[d 12], Périgord (Bergerac), ANF (1967).
- La Chapelle d'Uxelles (de) et La Chapelle (de), Olim Siot, Restauration, vicomte en 1817, baron en 1820, Lyonnais, Bourgogne[d 13], ANF (1948). Titre sans anoblissement.
- La Chevardière de La Grandville (de), extraction 1520, maintenue en 1669, Champagne[réf. nécessaire], ANF (1935).
- Lachèze-Murel (de), anoblie en 1815, Quercy[8].[réf. nécessaire]
- La Choue de La Mettrie (de), ancienne extraction 1440[a 3], maintenue en 1668 à Rennes, Bretagne, ANF (1950).
- La Colombe de la Volpilière (de), ANF (2004)[réf. nécessaire].
- Lacretelle (de), anoblie en 1822, Lorraine[a 4].
- La Croix de Castries (de) et Lacroix (olim Le Cros alias Lacroux) Cour des aides de Montpellier en 1487, duc à brevet en 1784, rendu héréditaire en 1817 (titre éteint en 1886), comte en 1821, Languedoc[d 14], ANF (1936).
- La Croix de Chevrières de Sayve (de), Parlement de Grenoble 1543, marquis d'Ornacieu en 1645, Dauphiné[a 4], ANF (1954).
- La Croix de Ravignan (de), secrétaire du roi 1731-1751[a 4], Bayonne en Gascogne[d 15], ANF (1970).
- La Croix de Saint-Cyprien (de), ancienne extraction 1491, maintenue 1670, Périgord, Angoumois[réf. nécessaire], ANF (1996).
- La Crompe de La Boissière (de), maintenue de noblesse 1787, Agenais[d 16],[a 4].
- La Cropte de Chantérac (de), extraction chevaleresque 1395, honneurs de la Cour en 1765, Périgord[d 17], ANF (1947).
- La Devèze de Charrin (de), extraction 1560 (acte original et non expédition comme 1549), Armagnac[d 18],[a 4].
- Ladoucette (de), Empire, baron en 1809, Lorraine[a 4]. Titre sans anoblissement.
- Ladreit de Lacharrière, maintenue 1786[a 4], Vivarais (Privas), ANF (1952).
- La Fage (de), capitoul de Toulouse 1672, Languedoc[d 19], ANF (1947).
- La Faire (de), ancienne extraction 1478, Bourbonnais, Berry, Poitou[d 20], ANF (1948).
- La Fare (de), extraction chevaleresque 1206, marquis de La Fare en 1646 (éteint) puis 1757, honneurs de la Cour, éteinte en France en 1957, subsistante en Argentine, Vivarais[9].
- La Faverge de Bévy (de) (olim de Fabrica) filiation 1552, docteurs en droit d'Avignon au XVIe siècle (sous le patronyme de Fabrique), Savoie[Foras 1].
- Lafaye de Micheaux (de), extraction 1589, Vivarais[réf. nécessaire], ANF (1980). (Famille éteinte en ligne masculine)[réf. nécessaire].
- La Fayolle de Mars (de) et - de Latourne (de), extraction 1527, Vivarais, Dauphiné[d 21], ANF (1967).
- La Fléchère de Beauregard (de), extraction chevaleresque 1370, comte en 1781, Savoie[Foras 2], ANF (1990).
- La Follye de Joux (de), secrétaire du roi le 7 juin 1719, Bourgogne (Dijon)[d 22],[S 2],[a 5].
- Lafon-Boutary (de), anoblie en 1822, Quercy[réf. nécessaire], ANF (1950).
- La Fontaine de Fontenay (de), ancienne extraction 1464, Maine, Normandie[réf. nécessaire], ANF (1984).
- Laforcade (de), capitoul de Toulouse en 1704, Armagnac, Languedoc[S 3], ANF (1959).
- La Forest d'Armaillé (de)[d 23], ancienne extraction 1444, maintenue 1670, Bretagne[LM 2],[Note 1], ANF (1962).
- La Forest de La Ville au Sénéchal (de), ancienne extraction 1436, Bretagne[LM 3],[Note 2].
- La Forest Divonne (de), extraction chevaleresque 1398, comte en 1749, honneurs de la Cour, pair de France héréditaire avec pairie instaurée sous le titre de baron 1827-1831, Savoie[Foras 3],[d 24], ANF (1935).
- La Foye (de), anoblie en 1610, Normandie, Bretagne[LM 4],[Note 3].
- La Gabbe (de), anoblie en 1721, Lorraine[réf. nécessaire], ANF (1964).
- La Garde de Saignes (de), extraction chevaleresque 1397, maintenue 1668, honneurs de la Cour, Quercy[réf. nécessaire], ANF (1947).
- Lagaye de Lanteuil (de), certificat de noblesse délivré par Louis Pierre d'Hozier le 1er avril 1740, Limousin[réf. nécessaire], ANF (1991).
- La Goublaye de Nantois (de) et - de Ménorval (de), extraction 1557, maintenue 1770, Bretagne[LM 5], ANF (1933).
- Lagoutte du Vivier (de), secrétaire du roi 1731-?, preuves de noblesse 1784, Bourgogne[réf. nécessaire], ANF (1980).
- La Grandière (de), extraction chevaleresque 1300, honneurs de la Cour, Anjou, Bretagne[réf. nécessaire], ANF (1934).
- La Guerrande (de), ancienne extraction 1490, maintenue de 1668, Bretagne[LM 6],[Note 4], ANF (2015).
- La Guiche (de), extraction chevaleresque 1300, honneurs de la Cour, Bourgogne[réf. nécessaire], ANF (1952).
- La Hamayde (de), La Hamayde de Lussignies (de) et La Hamaide (de), Parlement de Flandres établi à Tournai puis à Douai 1673-1688, Flandre, Hainaut, Belgique[réf. nécessaire], ANF (2000).
- La Haye (de), secrétaire-payeur du roi 1755-1761, Argentan en Normandie[10], ANF (1964).
- La Haye Saint-Hilaire (de), extraction chevaleresque 1393, Bretagne[réf. nécessaire], ANF (1947).
- La Huppe de Larturière (de)[d 25], Restauration, chevalier héréditaire en 1819[11],[7], Normandie (Avranches). Titre sans anoblissement.
- Laigre de Grainville, anoblie en 1823, Maine[réf. nécessaire], ANF (1954).
- Laitre (de), secrétaire du roi (1778-1790), baron en 1808, maintenue en 1817[d 26],[a 6], Île-de-France, ANF (1962).
- La Jaille (de), extraction chevaleresque 1389, Anjou, Bretagne[réf. nécessaire], ANF (1963).
- Lajoumard de Bellabre, trésorier de France au bureau des Finances de Limoges (1745-1779) et (1779-1790). L.P. du 27 juillet 1745[12], Saint-Léonard-de-Noblat en Limousin[réf. nécessaire][13], ANF (2004).
- Lalance de Morainville (de), extraction 1500, Lorraine[réf. nécessaire], ANF (1987).
- La Lande de Calan (de), ancienne extraction 1427, Bretagne[réf. nécessaire], ANF (1946).
- La Lande d'Olce (de), extraction 1515, Béarn[réf. nécessaire], ANF (1950).
- La Laurencie (de), extraction chevaleresque 1367[LM 7],[Note 5], honneurs de la Cour, Poitou, Saintonge[14], ANF (2012).
- Lallemand de Mont (de), anoblie en 1730, Lorraine[réf. nécessaire].
- Lallemant de Liocourt (de), anoblie en 1682, Lorraine[réf. nécessaire], ANF (1935).
- Lamamie de Clairac (ou La Mamie de Clairac), Toulouse[réf. nécessaire], ANF (1997).
- La Mare (de), extraction, maintenue en 1670, Pont-Audemer en Normandie[a 7].
- Lamarzelle (de), reconnue noble en France, maintenue 1752, Liège, Bretagne[LM 8],[Note 6].
- Lambert de Beaulieu, anoblie en 1757, Normandie[réf. nécessaire], ANF (1957).
- Lambert de Boisjan (de), ancienne extraction 1444, Bretagne[LM 9],[Note 7], ANF (1992).
- Lambert de Cambray, secrétaire du roi 1581-1587, Beauce, Orléanais[réf. nécessaire], ANF (1947).
- Lambert des Champs de Morel, extraction[S 4] ou anoblie par charge en 1632[15],[16], maintenue noble en 1666[S 4], baron en 1817, Ile-de-France, Normandie.
- Lambert de Frondeville, ancienne extraction 1483, Normandie[réf. nécessaire], ANF (1945).
- Lamberterie (de), - du Cros (de) et - de La Chapelle Montmoreau (de), extraction 1545, Périgord[réf. nécessaire], ANF (1937).
- Lambertye (de), ancienne extraction 1405, marquis en 1719, honneurs de la Cour, Périgord, Limousin, Lorraine[Jougla 1],[17], ANF (1936).
- Lambilly (de), extraction chevaleresque 1361, honneurs de la Cour, Bretagne[LM 10],[Note 8], ANF (1947).
- Lameth (de), extraction chevaleresque 1302, honneurs de la Cour, Picardie[réf. nécessaire], ANF (1970).
- La Monneraye (de) et La Monneraye de La Bourdonnaye-Montluc (de), anoblie en 1666, maintenue 1669, Dol en Bretagne[LM 11], ANF (1978).
- La Motte-Ango de Flers (de)[d 27], secrétaire du roi 1639-1659, marquis de La Motte-Lézeau en 1693, comte de Flers en 1737 (branche de Villebadin, marquis de Flers en 1862, éteinte en 1899), Normandie (Orne)[18].
- La Motte de Broons de Vauvert (de), ancienne extraction 1500, Bretagne[réf. nécessaire], ANF (1958).
- La Motte de la Motte-Rouge (de), ancienne extraction 1427, maintenue par la Chambre de Réformation de Bretagne le 18 janvier 1668, Hénansal en Bretagne[LM 12],[Note 9], ANF (1951).
- Lamour de Caslou, extraction 1513, maintenue en 1669, Saint-Malo en Bretagne[LM 13],[Note 10], ANF (1997).
- La Moussaye (de), ancienne extraction 1412, marquis 1818, honneurs de la Cour, Bretagne[LM 14],[Note 11], ANF (1938).
- Lamy de La Chapelle[19], secrétaire du roi 17 novembre 1772-1777, Limoges[20], ANF (2002).
- La Myre-Mory (de) , extraction chevaleresque 1048, honneurs de la Cour, Guyenne, Picardie[réf. nécessaire], ANF (1961), (Famille éteinte en ligne masculine)[réf. nécessaire].
- Lancesseur (de), ancienne extraction 1430, Normandie[LM 15],[Note 12], ANF (1994).
- Lancrau de Bréon (de), extraction chevaleresque 1386, Anjou[LM 16],[Note 13], ANF (1936).
- Landes d'Aussac de Saint-Palais (de), maintenue en 1670[a 8], Languedoc, ANF (1958).
- Lanete David de Floris (de), anoblie en 1616, Orange[a 9], La Réunion.
- Langlade de Montgros (de) (olim Langlade du Chayla de Montgros), maintenue en 1700, Saugues en Velay[a 8], ANF (1994).
- Langlais (de), extraction, maintenue en 1663 et 1672, Bretagne[LM 17],[Note 14], ANF (1998).
- Langle (de), ancienne extraction 1402, marquis en 1827 (pour la branche cadette), Bretagne (Morbihan)[LM 18],[Note 15], ANF (1943).
- Langlois d'Estaintot, ancienne extraction 1471, Normandie[réf. nécessaire], ANF (1946).
- Langlois de Rubercy, anoblie en 1815, Normandie[LM 19],[Note 16], ANF (1983).
- Langlois de Septenville, ancienne extraction 1444, Picardie[réf. nécessaire], ANF (1978).
- Lannes de Montebello, Empire, duc en 1808, Gascogne[réf. nécessaire], ANF (1991). Titre sans anoblissement.
- La Noüe (de), ancienne extraction 1451, Anetz en Bretagne[21].
- Lantivy de Trédion (de), extraction chevaleresque 1396, honneurs de la Cour, Bretagne[LM 20],[Note 17], ANF (1962).
- La Panouse (de), extraction chevaleresque 1257, comte 1829, honneurs de la Cour, Lapanouse en Rouergue[réf. nécessaire], ANF (1948).
- Laparre de Saint-Sernin (de), Restauration, anoblie en 1815, Languedoc (Verdun-sur-Garonne)[S 5], ANF (1934).
- Lapasse (de), extraction 1528[22], Comté de Foix, Gascogne[réf. nécessaire], ANF (1946).
- La Poëze (de) et La Poëze d'Harambure (de), extraction chevaleresque 1340, Anjou[réf. nécessaire], ANF (1957).
- La Pomélie (de), extraction 1539, maintenue 1667, Limousin[réf. nécessaire], ANF (2000).
- La Porte (de), Chambre des comptes de Paris, 1764-1770, Béarn, Île-de-France[réf. nécessaire], ANF (1952).
- La Porte des Vaux (de) et La Porte du Theil (de), ancienne extraction 1489[Jougla 2], Marche, Poitou, ANF (1949).
- Larminat (de), Second Empire, baron en 1860 (confirmation d'un titre de 1828), Lorraine[réf. nécessaire], ANF (1964). Titre sans anoblissement.
- La Roche-Aymon (de), extraction chevaleresque 1179, comte en 1817 pour une branche éteinte, honneurs de la Cour, Bourbonnais[réf. nécessaire], ANF (1934).
- La Roche-Kerandraon (de), extraction 1550, Bretagne[LM 21], ANF (1951).
- La Roche-Saint-André (de), extraction chevaleresque 1380, honneurs de la Cour[a 10], Vendée, Bretagne, ANF (1951).
- La Rochefoucauld (de), extraction féodale 1147, filiation 1019, duc de La Rochefoucauld et pair de France (1622), honneurs de la Cour, Angoumois[23][réf. à confirmer], ANF (1934).
- La Rochelambert (de) et La Rochelambert-Montfort (de), extraction chevaleresque 1274, honneurs de la Cour, Auvergne[réf. nécessaire], ANF (1973).
- La Rochette de Rochegonde (de), extraction chevaleresque 1360, Auvergne, Forez, Velay[réf. nécessaire], ANF (1945).
- La Rocque-Latour (de), ancienne extraction 1445, Guyenne, Poitou[réf. nécessaire], ANF (1987).
- La Rocque de Séverac (de), ancienne extraction 1500, Auvergne[réf. nécessaire], ANF (1944).
- La Roque (de), capitoul de Toulouse XVIe siècle, Languedoc, puis Velay et Vivarais[réf. nécessaire], ANF (1936).
- Larquier Rochefort (de) (ou de Larquier-Rochefort), conseiller du roi, bailli et juge royal de Rouffignac, maintenue par Pellot en 1666[24], Malaussanne en Gascogne[25] (Le statut nobiliaire et/ou la subsistance de cette famille ne fait pas l'objet d'un consensus).
- Lartigue (de) et Lartigue de Gouyettes (de), extraction, maintenue 1690, Gascogne[réf. nécessaire], ANF (1973).
- La Ruë du Can (de), anoblie en 1741, baron de Champchevrier par investiture de fief titré en 1741, Maslacq en Aquitaine, Mansigné, Cléré-les-Pins en Touraine[réf. nécessaire], ANF (1955).
- La Ruée (de), extraction 1570, Bretagne[LM 22],[Note 18].
- Lary de Latour (de), extraction 1543, Armagnac, Guyenne[réf. nécessaire], ANF (1987).
- Lasalle, capitoul de Toulouse 1700[26][réf. non conforme].
- La Salle (de), secrétaire du roi 1781-1782, Marche[réf. nécessaire], ANF (1972).
- La Sayette (de) (olim Mareschal), extraction chevaleresque 1382, Poitou[réf. nécessaire], ANF (1959).
- Las Cases (de), ancienne extraction 1453, maintenue en 1668, honneurs de la Cour en 1774[27][réf. non conforme], comte en 1810 et marquis en 1830 pour des branches éteintes , Languedoc, Bretagne[a 11].
- La Selle (de) (d'Echuilly), ancienne extraction 1430[LM 23],[Note 19], maintenue en 1771[a 12], Anjou, ANF (1966).
- Lassus (de) et Lassus Saint-Geniès (de), Lassus : Second Empire, baron 1865 (Titre sans anoblissement) ; Lassus Saint-Geniès : capitoul de Toulouse 1742, ANF (1947) ; Montréjeau en Haute-Garonne[28].
- Lasteyrie (de) et Lasteyrie du Saillant (de), extraction chevaleresque 1371, honneurs de la Cour en 1751[27], comte en 1810, Limousin, ANF (1937).
- Lastic (de) et Lastic Saint-Jal (de), extraction chevaleresque 1298, maintenue en 1666 et 1670, Auvergne[29], ANF (1951).
- La Taille (de), - des Essarts, - Lolainville et - Trétinville, ancienne extraction 1437, Orléanais[a 11], ANF (1957).
- Lataulade (de), ancienne extraction 1484, Béarn, Gascogne[réf. nécessaire], ANF (1956).
- La Teyssonnière (de), ancienne extraction 1429, honneurs de la Cour 1773[27], Bresse, ANF (1954).
- Latour (de), extraction, Comminges[réf. nécessaire], ANF (1977).
- La Tour d'Auvergne (de La Placette, de Laborie) (de) (olim de La Tour, a librement repris le nom de la maison de La Tour d'Auvergne, depuis le 18e sans lien généalogique), extraction chevaleresque 1335, maintenue en Quercy par François de Rabastens le 29 juillet 1666[30], La Tour de Maurs en Auvergne, Quercy, ANF (1956).
- La Tour d'Auvergne-Lauraguais (de) (olim de La Tour de Saint-Paulet, autorisée à relever le nom et les armes de la maison de La Tour d'Auvergne, sans lien généalogique)[31], extraction chevaleresque 1367, baron de l'Empire 1808 et 1814, honneurs de la Cour en 1744[27], Languedoc[Jougla 3],[Note 20], ANF (1967).
- La Tour de Geay (de), ancienne extraction 1471, Anjou[réf. nécessaire], ANF (1953).
- La Tour-Landorthe (de), extraction 1526, Comminges[réf. nécessaire], ANF (1985).
- La Tour du Pin de La Charce (de), - Gouvernet (de), et - Verclause (de), ancienne extraction 1437, honneurs de la Cour, marquis de La Charce 1619, marquis de La Tour-du-Pin Chambly de La Charce de Gouvernet en 1867, Dauphiné[réf. nécessaire], ANF (1933).
- La Tousche (de), extraction, maintenue en 1668, Bretagne[réf. nécessaire], ANF (1993).
- La Tousche d'Avrigny (de), extraction chevaleresque 1382, Poitou, Aunis, Berry[réf. nécessaire], ANF (1949). (Famille éteinte en ligne masculine)[réf. nécessaire].
- La Tribouille (de) (olim Rocquet), extraction chevaleresque 1229, maintenue en 1667, Bretagne[LM 24],[Note 21], ANF (1984).
- La Tullaye (de), ancienne extraction 1407, Bretagne[32][réf. à confirmer], ANF (1975).
- Lau d'Allemans (du), ancienne extraction 1418, honneurs de la Cour en 1757[27], Périgord, ANF (1935).
- Laubrie (de), extraction, maintenue en 1666, Carentan en Normandie[réf. nécessaire], ANF (1974).
- Laugier de Beaurecueil (de), trésorier général de France en la généralité d'Aix (1720-1740), Conseiller au Parlement de Provence reçu le 5 avril 1727[33][réf. non conforme], Vachères en Provence.[réf. nécessaire]
- Laulanié de Sainte-Croix (de), capitoul de Toulouse 1750, Périgord[réf. nécessaire], ANF (1973).
- Launay (de), ancienne extraction 1476, Bretagne[LM 25],[Note 22], ANF (1984).
- Launay (de), Restauration, baron héréditaire par L.P. du 24 mars 1847[34], Létra en Lyonnais. Titre sans anoblissement.[réf. nécessaire]
- Launay (de) - Launay du Couëdic de Kergoualer (de) (par adoption en 1924)[35][réf. à confirmer], ANF (2017).
- Laurens d'Oiselay (du), extraction, maintenue 1697, Orange, Comtat Venaissin[réf. nécessaire], ANF (1935).
- Laurens de Saint-Martin (de), ancienne extraction 1493[a 13], maintenue en 1668[36],[37], Provence (Castellane).
- Laurent de La Barre (du), anoblie en 1654, maintenue en 1728 et 1768[S 6],[LM 26], Normandie, Bretagne (Finistère), ANF (2004).
- Lauzanne (de), ancienne extraction 1409, Marche, Bretagne[LM 27],[Note 23], ANF (1967).
- La Vaissière de Lavergne (de), anoblie en 1655, Auvergne[réf. nécessaire], ANF (1947).
- La Vaissière de Verduzan (de), Trésorier à Bordeaux (1719-1757), Guyenne[réf. nécessaire], ANF (1951).
- Lavaulx (de), ancienne extraction 1495, honneurs de la Cour, Lorraine[Jougla 4], ANF (1935).
- Lavaur de Sainte-Fortunade (de), ancienne extraction 1462, Limousin[réf. nécessaire], ANF (1955).
- Lavenne de La Montoise (de) et Lavenne de Choulot (de), anoblie (relief) en 1654[a 14], maintenue le 18 mars 1669[S 7], comte en 1824, Nivernais, ANF (1988) (branche de Lavenne de La Montoise)[38].
- Lavergne de Cerval (de), secrétaire du roi en 1698, Périgord[réf. nécessaire], ANF (1978).
- La Vergne de Tressan (de), anoblie en 1350, Languedoc[réf. nécessaire], ANF (1989).
- La Verrie de Vivans (de), secrétaire du roi 1713-?, confirmée en 1789[39], Périgord, ANF (1984).
- La Ville-Baugé (de) (alias La Ville de Baugé (de)), anoblie en 1654, maintenue par L.P. de mars 1789[40][réf. à confirmer], Férolles en Orléanais, Poitou[41][réf. nécessaire], ANF (2004).
- La Ville de Férolles des Dorides (de), même famille que la précédente, branche cadette, anoblissement par lettres de 1593 confirmé 1609[Jougla 5],[42],[LM 28], Férolles en Orléanais, Poitou, Bretagne, ANF (1976).
- La Villéon de La Villegourio (de), extraction chevaleresque 1381, Bretagne[réf. nécessaire], ANF (1949).
- La Villéon de La Villevalio (de), même famille que la précédente, ancienne extraction 1444, Bretagne[43][réf. nécessaire], ANF (1934).
- Law de Lauriston, reconnue noble en France, maréchal de camp 1780. Comte de Lauriston et de l'Empire 1808, pair de France héréditaire avec pairie instaurée sous le titre de marquis 1817-1831 pour une branche éteinte, Écosse, Île-de-France[Jougla 6], ANF (1993).
- Léaumont (de), ancienne extraction[a 14], seigneurs de Puygaillard et de Castille, Guyenne.
- Le Bailly de La Falaise et - de La Coudraye, extraction 1526, Normandie[réf. nécessaire], ANF (1954).
- Le Barrois d'Orgeval, anoblie en 1819, baron en 1820, Normandie[réf. nécessaire], ANF (1965).
- Le Bas de Bouclans, secrétaire de la chambre du roi en 1639, marquis de Bouclans en 1749, Franche-Comté[d 28],[44], ANF (1981).
- Le Bastart de Villeneuve (ou Le Bastard de Villeneuve), ancienne extraction 1426, Bretagne[LM 29],[Note 24], ANF (1955).
- Le Bault de La Morinière et - de La Rochecantin, extraction 1559, Poitou[a 15],[S 8],[45].
- Le Bègue de Germiny, anoblie en 1596, comte du Saint Empire en 1714, Lorraine[LM 30], ANF (1938).
- Le Bel de Penguilly, extraction 1560, Bretagne[LM 31],[Note 25], ANF (1948).
- Lebel de Sarnez (alias Lebel-Sarnez et de Sarnez-Lebel), Empire, baron le 15 août 1809 confirmé en 1817, Vavincourt-Sarney en Lorraine.[réf. nécessaire] Titre sans anoblissement.
- Le Blanc, olim Blanc de Molines, extraction, maintenue en 1669, Vivarais[a 16], ANF (2011).
- Le Blanc de Cernex, extraction 1572, Savoie[Foras 4], ANF (1971).
- Le Blond du Plouy, ancienne extraction 1459, Picardie[réf. nécessaire], ANF (1951).
- Le Blonsart du Bois de La Roche, extraction, maintenue en 1670, Bretagne[LM 32],[Note 26].
- Le Borgne de Boigne, Boigne (de) (anciennement Le Borgne), comte en 1816, Savoie[Foras 5], ANF (1998).
- Le Borgne de Boisriou et Le Borgne de La Tour, ancienne extraction 1497, Bretagne (Finistère)[LM 33],[Note 27], ANF (1986).
- Le Boucher d'Hérouville, extraction, maintenue en 1667, Normandie[réf. nécessaire], ANF (1944).
- Le Boucq de Rupilly et -de Beaudignies, anoblie 1640-1651, chevalier héréditaire en 1659, maintenue noble aux Etats d’Artois 1718, vicomte 1817 pour la branche cadette de Beaudignies, Hainaut[46][réf. à confirmer].
- Le Bouteiller et - des Haries, ancienne extraction 1478, maintenue en 1669, Bretagne[47], ANF (1940).
- Le Bret, anoblie par lettres patentes d'Henri III en 1578[48], maintenue le 24 avril 1594 et le 5 décembre 1667. Comte de Selles par LP de 1727, pour une branche éteinte[49]. Ile-de-France, Normandie (Gisors), ANF (2016).
- Le Breton de Vannoise et - de La Perrière, ancienne extraction 1459, honneurs de la Cour en 1786, Normandie[27], ANF (1956).
- Le Canu de La Jonquière de Bray, anoblie en 1644, Normandie[réf. nécessaire], ANF (1969).
- Le Carbonnier de La Morsanglière, extraction, maintenue en 1668, Normandie[réf. nécessaire], ANF (2006).
- Le Cardinal de Kernier, maintenue de noblesse d'ancienne extraction par la chambre de Réformation de Bretagne les 21 novembre 1667 et 21 août 1669[50], Neulliac en Bretagne[LM 34],[Note 28], ANF (1933).
- Le Caron de Beaumesnil, Cour des monnaies de Paris 1769, Picardie[réf. nécessaire], ANF (1967).
- Le Caron de Chocqueuse, extraction 1504, maintenue de noblesse par la cour des Aides le 4 mars 1664 pour les branches de la Mothe et de Chocqueuse, puis par Bignon à l'intendance d'Amiens en 1704, Picardie[Jougla 7], ANF (1939).
- Le Carpentier de Sainte-Opportune, Parlement de Rouen XVIIIe siècle, Normandie[réf. nécessaire], ANF (1955).
- Le Caruyer de Beauvais, anoblie en 1594, Normandie[réf. nécessaire], ANF (1981).
- Le Chanoine du Manoir de Juaye, secrétaire du roi mort en charge en 1758, Normandie[réf. nécessaire], ANF (2017).
- Le Chartier de Sédouy, anoblie en 1636, marquis en 1784, Normandie (Avranchin)[a 17], ANF (1937).
- Le Chauff de Kerguenec, ancienne extraction, maintenue en 1668, Bretagne[LM 35].
- Le Clerc de Bussy, extraction 1505, Picardie[51], ANF (1977).
- Le Clerc de La Verpillière, anoblie en 1674 (avec confirmation), Lyonnais[a 17], ANF (2019).
- Le Clère, Empire 1813, baron en 1816, Limousin (Brive)[réf. nécessaire], ANF (1952). Titre sans anoblissement.
- Le Compasseur de Créqui-Montfort de Courtivron, Parlement de Dijon 1620, maintenue de noblesse par jugement de 1698, demande en vain les Honneurs de la Cour, marquis en 1698, Provins puis Auxonne en Bourgogne[d 29],[52], ANF (1968).
- Le Conte, secrétaire du roi en 1747, Poitou, Forez[52], ANF (1935).
- Lecourbe et Le Courbe, Second Empire, comte en 1864[53], Franche-Comté[54], ANF (1998). Titre sans anoblissement.
- Le Court/Lecourt d'Hauterive, président à la Cour des Aides de Clermont (XVIIe siècle), achat de la

terre d'Hauterive (1761), Auvergne.
- Le Court de Béru, lettres de relief de dérogeance en 1687[a 17],[S 9] ou 1686[Jougla 8],[56], Normandie.
- Le Courtois du Manoir, secrétaire du roi à Paris 1768-1789, Normandie (Caen)[55], ANF (1984).
- Le Cousturier de Courcy, extraction 1577, Normandie[55].
- Le Couteulx de Caumont, - du Molay, et - de Verclives, anoblie en 1764 et 1756, secrétaire du roi en 1753[57], Yvetot en Normandie.
- Ledesvé d'Heudières, anoblie en 1815, Normandie[réf. nécessaire], ANF (1961).
- Le Dieu de Ville, extraction 1504, Champagne[réf. nécessaire], ANF (1954).
- Le Duc de Lillers, secrétaire du roi en 1741, comte en 1810, Normandie[réf. nécessaire], ANF (1981).
- Le Duchat d’Aubigny, anoblie par L.P. de 1721, admission aux Écoles Royales Militaires le 9 octobre 1774[58], Champagne (Famille éteinte en ligne masculine)[réf. nécessaire], ANF (1936)
- Lefebvre de Laboulaye, trésorier de France au bureau des finances de Montauban en 1765 (noblesse graduelle) pour une branche et secrétaire du roi 1785-1790 pour une autre branche[a 18], ou noblesse inachevée[59],[S 10], Ile-de-France (noblesse non consensuelle).
- Lefebvre de Ladonchamps, secrétaire du roi 1633-?, Lorraine[a 19], ANF (1950).
- Lefebvre de Maurepas, ancienne extraction 1450, maintenue en 1667, Champagne[Jougla 9]
- Lefebvre de Plinval et - de Plinval-Salgues, secrétaire du roi 1718-1733, Picardie[60], ANF (1936).
- Le Febvre de Saint-Germain, extraction 1543, Lorraine[réf. nécessaire], ANF (1951).
- Le Féron de Longcamp, secrétaire du roi 1602, maintenue en 1668, confirmation de noblesse 1785, Normandie[Jougla 10], ANF (2017).
- Lefèvre d'Ormesson, anoblissement par L.P. de 1553, marquis d'Ormesson par L.P. de mai 1758, Épinay-sur-Seine en Île-de-France[réf. nécessaire], ANF (1947).
- Leffe (de), extraction 1504, Berry[réf. nécessaire], ANF (1963).
- Le Filleul des Guerrots, extraction 1522, Normandie[réf. nécessaire], ANF (1981).
- Le Forestier du Buisson Sainte-Marguerite, extraction 1538, admission dans la Maison royale de Saint Louis à Saint Cyr le 24 octobre 1736, Foucrainville en Normandie[réf. nécessaire], ANF (2001).
- Le Forestier de Quillien, ancienne extraction 1481, Bretagne (Finistère)[LM 36], ANF (1962).
- Le Forestier de Vendeuvre, extraction chevaleresque 1371, comte en 1811, Normandie[a 20], ANF (2021)
- Le François des Courtis de La Groye, ancienne extraction 1420, Poitou[réf. nécessaire], ANF (1935).
- Le Gac de Lansalut, anoblie en 1438, Bretagne[LM 37],[Note 29], ANF (1982).
- Le Gardeur de Tilly, anoblie en 1510, Thury-Harcourt en Normandie[réf. nécessaire].
- Le Gentil de Rosmorduc, ancienne extraction 1430, honneurs de la Cour en 1787[27], Bretagne (Cornouaille)[LM 38],[Note 30], ANF (1946).
- Legge de Kerléan (de), r.n.f. 1740, Angleterre, Bretagne[réf. nécessaire], ANF (1937).
- Le Gonidec de Traissan, - de Kerhalic, et - de Penlan, ancienne extraction 1410, (titre éteint: comte de Traissan en 1819)[LM 39], ANF (1944).
- Le Gouz de Saint-Seine, Chambre des comptes de Dijon 1554, Bourgogne[a 21], ANF (1949).
- Le Gras du Luart, Grand Conseil 1589[a 21], marquis en 1726, Maine.
- Le Grix de La Salle, Trésorier à Bordeaux (1747-1768) et (1762-1787), Guyenne[réf. nécessaire], ANF (1974).
- Legry d'Estournelles, anoblie en 1785, Picardie[réf. nécessaire], ANF (1933).
- Le Gualès de Mézaubran, extraction chevaleresque 1400, Bretagne[LM 40],[Note 31].
- Le Harivel de Gonneville, anoblie aux francs-fiefs 1470 (d'après Chamillart), maintenue en 1666, Normandie[réf. nécessaire], ANF (1981).
- Lejeune, Empire, baron en 1810, Strasbourg en Alsace[réf. nécessaire], ANF (2016). Titre sans anoblissement.
- Le Jolis de Villiers et - de Saintignon, anoblissement par L.P. de 1595, Normandie[a 19], ANF (1973).
- Le Jumeau de Kergaradec, extraction 1547, Bretagne[LM 41],[Note 32], ANF (1991).
- Lelarge d'Ervau, anoblie en 1633, Touraine[réf. nécessaire], ANF (1972).
- Le Levreur et Le Levreur Barton, anoblie en 1815, Normandie, Bretagne[LM 42],[Note 33], ANF (1983).
- Le Maignan de Kerangat, ancienne extraction 1477, Bretagne[réf. nécessaire], ANF (1938).
- Le Maire de Sars-Le-Comte, anoblie en 1678, Artois[a 22].
- Le Maistre d'Anstaing, anoblie en 1724, Flandre[61][réf. à confirmer], ANF (1986).
- Le Marant de Kerdaniel, ancienne extraction 1481, Bretagne[LM 43],[Note 34], ANF (1979).
- Le Marchand et - de Guignard de Saint-Priest, Restauration, anoblie en 1815, Le Havre en Normandie[réf. nécessaire], ANF (1965).
- Le Marois, Empire, comte en 1808 (confirmé), Normandie[réf. nécessaire], ANF (1951). Titre sans anoblissement.
- Le Masson, Restauration, anoblie en 1815, Normandie, Champagne[réf. nécessaire], ANF (1965).
- Le Masson de Rancé, anoblie en 1660, Lorraine[réf. nécessaire], ANF (1940).
- Lemau de Talancé et - de Talancé de Sirvinges, secrétaire du roi en 1750, Lyonnais[62], ANF (1946).
- Le Menuet de La Jugannière, Empire, baron en 1810, Saint-Lô, Normandie[réf. nécessaire], ANF (2014). Titre sans anoblissement.
- Le Mercier de Maisoncelle et - Vertille de Richemont, anoblie en 1734, Bretagne, Guadeloupe[LM 44],[Note 35], ANF (1960).
- Le Mesre de Pas, secrétaire du roi 1781-1783 (mort en charge), Flandres, Artois[63], ANF (1987).
- Le Mintier de La Motte-Basse et - de Léhélec, ancienne extraction 1440, Bretagne[LM 45],[Note 36], ANF (1937).
- Le Moyne de Sérigny, anoblie en 1668, Dieppe en Normandie, Saintonge, Canada[réf. nécessaire], ANF (1939).
- Lempereur de Guerny et - de Saint-Pierre, anoblie en 1654, Normandie[réf. nécessaire], ANF (1993).
- Lemps (de), ancienne extraction, Dauphiné (Vienne)[a 22],[64], ANF (1968).
- Le Muet, maintenue en 1699[a 22], Gurgy dans l'Yonne, ANF (2003).
- Le Myre de Vilers, cour des comptes de Rouen 1768, Normandie et Île Bourbon[réf. nécessaire], ANF (1963).
- Lencquesaing (de), anoblie en 1660, Artois[a 23], ANF (1949).
- Le Nepvou de Carfort, ancienne extraction 1469, Bretagne[LM 46],[Note 37], ANF (1961).
- Le Noir de Carlan, maintenue en 1669, Côtes-d'Armor[a 23], Guadeloupe, ANF (2013).
- Le Normand de Bretteville, ancienne extraction 1488, Normandie[réf. nécessaire], ANF (1961).
- Le Normant de Lourmel du Hourmelin et - de La Villehelleuc, anoblie en 1606, Bretagne[LM 47], ANF (1971).
- Lentaigne de Logivière (de), secrétaire du roi en la chancellerie près le Parlement de Normandie 1781, mort en charge, Normandie[réf. nécessaire], ANF (1990).
- Léon des Ormeaux, ancienne extraction, maintenue en 1669, Bretagne[LM 48]. (Famille éteinte en ligne masculine)[réf. nécessaire].
- Léon de Tréverret, secrétaire du roi en 1702 et 1727, Bretagne (Finistère)[réf. nécessaire], ANF (1994).
- Léonard de Juvigny, extraction 1582, Normandie[réf. nécessaire], ANF (1950).
- Le Paige de Dommartin, extraction 1585[réf. nécessaire], ANF (1959).
- Le Pays du Teilleul, extraction, maintenue en 1701, Bretagne[réf. nécessaire], ANF (1947).
- Le Peletier de Rosanbo et - d'Aunay, conseil d'État 1624, honneurs de la Cour en 1790[27], comte d'Aunay en 1810, marquis de Rosanbo en 1822, Maine, Paris, Bretagne, ANF (1952).
- Le Pelletier de Glatigny et - de Woillemont, anoblie en 1703, baron de Glatigny en 1817, Île-de-France[réf. nécessaire], ANF (1954).
- Le Pelley du Manoir, comte en 1814 pour une branche (Pierre Étienne), vicomte en 1816 pour une autre (Charles Marie), Normandie[65],[7][réf. nécessaire], ANF (1949). Titres sans anoblissement pour les deux.
- Le Pesant de Boisguilbert, Chambre des comptes de Rouen 1586, Rouen en Normandie[réf. nécessaire].
- Lepic, Empire, chevalier en 1810, baron en 1814, confirmé, comte en 1818, Languedoc (Montpellier)[66][réf. nécessaire], ANF (1943). Titres sans anoblissement.
- Lépinau (de), Empire, chevalier en 1810, baron en 1817, Lorraine (Toul)[67], ANF (1968). Titre sans anoblissement.
- Le Provost de La Voltais, ancienne extraction 1453, Bretagne[LM 49],[Note 38].
- Le Provost de Saint-Jean, ancienne extraction 1463, Normandie[réf. nécessaire], ANF (1975).
- Le Rouge de Guerdavid, ancienne extraction 1568, Bretagne (Finistère)[68],[69], ANF (1948).
- Le Roux de Bretagne, anoblie en 1775, Flandre[réf. nécessaire], ANF (1962).
- Le Roy de La Tournelle, Restauration, anoblie (confirmée) en 1821, baron en 1867, Bresse[a 24].
- Le Saige de La Villèsbrunne, extraction 1519, maintenue en 1669, Bretagne[LM 50], ANF (1946).
- L'Escale (de) et L'Escale Jouan de Kervenoaël (de)[70],[d 30],[71], anoblie en 1608, Lorraine, Bretagne[LM 51],[Note 39], ANF (1983).
- Lescure (de), extraction, maintenue en 1773, Gévaudan[réf. nécessaire], ANF (1934).
- Le Sellier de Chézelles, Parlement de Metz 1729-1762, Picardie[réf. nécessaire], ANF (1952).
- Le Sens de Morsan, anoblie en 1445 par le Roi d'Angleterre, confirmé en 1470 aux francs-fiefs, Normandie (Caen)[72] [réf. non conforme] (famille éteinte).[réf. nécessaire].
- Le Sergeant d'Hendecourt-Gontreuil, anoblie en 1614, Artois[réf. nécessaire], ANF (1948).
- Lesguern (de), ancienne extraction 1447, Bretagne[LM 52],[Note 40].
- L'Espée (de), anoblie 1595, Lorraine, Anjou[d 31], ANF (1951).
- Lespinay de Pancy (de), ancienne extraction 1420, Beauvaisis, Bretagne[LM 53],[Note 41].
- Lespinay (de) et L'Espinay (de), ancienne extraction 1429, Poitou, Bretagne[réf. nécessaire], ANF (1946).
- Lesquen du Plessis-Casso (de), extraction chevaleresque 1346, honneurs de la Cour en 1766[27], Bretagne[LM 54],[Note 42], ANF (1934).
- Lestang (de), extraction, Angoumois[réf. nécessaire][73], ANF (1968).
- Lestang Laisné (de), maintenue en 1716, Rouergue[réf. nécessaire], ANF (1993).
- Lestang de Ringère (de), extraction chevaleresque 1396, maintenue en 1715, Poitou[réf. nécessaire][74], ANF (1973).
- Lestang-Parade (de) (olim Parade), anoblie par inféodation le 3 juillet 1389, maintenue 1667, Provence[réf. nécessaire], ANF (1987).
- L'Estang du Rusquec (de), ancienne extraction 1420, Bretagne[réf. nécessaire], ANF (1951).
- L'Estoile (de), extraction 1575, Anjou[LM 55],[Note 43], ANF (1985).
- L'Estourbeillon (de), extraction chevaleresque 1381, Bretagne[LM 56],[Note 44], ANF (1978).
- Lestrade de Conty (de) (alias - de Conti), extraction 1543, Périgord[réf. nécessaire], ANF (1957).
- Lestrange (de), extraction chevaleresque 1351, baron de l'Empire par décret du 2 janvier 1814, Magnat-l'Étrange en Marche[réf. nécessaire], ANF (1938).
- Le Sueur de Givry, anoblie en 1721, Champagne[réf. nécessaire], ANF (1949).
- Le Thoillier de Guillebon et de Guillebon, extraction 1528, maintenue en 1666[S 11], Picardie, ANF (1955).
- Le Tonnelier de Breteuil, secrétaire du roi en 1572, honneurs de la Cour en 1753[27], baron en 1810, Beauvaisis, Île-de-France, ANF (1969).
- Le Tourneux de La Perraudière, anoblie en 1769, Anjou[a 25], ANF (2019).
- Le Touzé de Longuemar, anoblissement par L.P. de 1410, maintenue par Monfault en 1464 et par Guy Chamillart en 1666[75], Normandie[réf. nécessaire], ANF (1934).
- Leusse (de), extraction chevaleresque 1349, Dauphiné[76], ANF (1938).
- Le Vaillant de Chaudenay, extraction 1505, Berry, Touraine[réf. nécessaire], ANF (1949).
- Le Vert, secrétaire du roi 1738-1739, (baron en 1817 pour un maire de Vesoul sans postérité mâle), Franche-Comté[réf. nécessaire], ANF (1992).
- Lévezou de Vézins (de), extraction chevaleresque 1264, Vézins-de-Lévézou en Rouergue[réf. nécessaire], ANF (1935).
- Le Viconte de Blangy, extraction chevaleresque 1367, marquis en 1864, Normandie[réf. nécessaire], ANF (1987).
- Lévis (de), de Lévis-Mirepoix, et - de Robech, extraction chevaleresque 1180, honneurs de la Cour, baron en 1828, Île-de-France, Languedoc[réf. nécessaire], ANF (1934).
- L'Hermite (de) , ancienne extraction, maintenue en 1697 sur titres de 1442, Marche[réf. nécessaire], ANF (1950).
- Libault de La Chevasnerie, échevin de Nantes en 1655, Bretagne[LM 57],[Note 45], ANF (1947).
- Lichy de Lichy (de), ancienne extraction 1457, Nivernais[réf. nécessaire], ANF (1989).
- Ligier de Laprade, anoblie en 1817, Auvergne[réf. nécessaire], ANF (1966).
- Lignaud de Lussac (de), extraction chevaleresque 1397, maintenue par Tubeuf le 17 septembre 1669[77], honneurs de la Cour 1788[78], Lussac-les-Églises en Marche[réf. nécessaire], ANF (1968).
- Ligneris (des), ancienne extraction 1430, marquis en 1776, Vendômois[réf. nécessaire], ANF (1970).
- Lignières (de), extraction 1506, Picardie[LM 58],[Note 46], ANF (1952).
- Ligniville (de), extraction chevaleresque 1172, honneurs de la Cour en 1780[27], Lorraine, ANF (1977).
- Ligondès (de), extraction chevaleresque 1374, Auvergne[réf. nécessaire][79], ANF (1936).
- Limairac (de), capitoul de Toulouse en 1724, Toulouse[a 26].
- Lingua de Saint Blanquat (de), anobli en 1604, maintenue en 1717, Comté de Foix, Couserans[80], ANF (1967).
- Liniers (de), extraction chevaleresque 1352, maintenue en 1667, 1699 et 1715, honneurs de la Cour, marquis en 1862, Poitou[a 26].
- Liot de Nortbécourt, anobli (maintenue) en 1695[81] ou maintenue en 1677 et 1695[82],[83],[84], Artois.
- Lisle du Dréneuc (de), ancienne extraction, maintenue en 1668, Bretagne[LM 59].
- Lisleferme (de) (olim Nicolas de Lisleferme), maire de La Rochelle 1518, Aunis, Saintonge, Bordeaux[Jougla 11].
- Livron (de), extraction chevaleresque 1393, Angoumois[réf. nécessaire], ANF (1944).
- Llamby (de) (alias Llambi), bourgeois honoré de Perpignan en 1699[85], Roussillon.
- Lombard de Buffières de Rambuteau (de), Restauration, baron en 1830, comte en 1863, Rambuteau par adoption de 1911 pour une branche, Lyon[LM 60],[Note 47], ANF (1969). Titres sans anoblissements.
- Lombard de Montchalin (de), maintenue en 1669[réf. nécessaire], Bourgogne, Dauphiné[86], ANF (1983).
- Longeaux (de) et - Brunet du Guillier, anoblie en 1698, Barrois, Lorraine[Jougla 12], ANF (1948).
- Longueau Saint-Michel (de), ancienne extraction 1480, maintenue le 26 janvier 1702[87], Gâtinais, Orléanais[88], ANF (2010).
- Longueval de Bucquoy (de), extraction féodale 1202, Picardie, Maine, Bohême[Jougla 13].
- Lonlay (de), ancienne extraction, maintenu en 1667[89], Basse-Normandie[Jougla 13].
- Loppin de Montmort, Chambre des comptes de Dijon en 1585, comte en 1826, Bourgogne[réf. nécessaire], ANF (1944).
- Lorenchet de Montjamont, secrétaire du roi en 1724, Bourgogne[réf. nécessaire], ANF (1957).
- Lorgeril (de), extraction 1530, maintenue en 1669 à Rennes, Bretagne (Côtes-d'Armor)[a 27], ANF (1933).
- Loubens de Verdalle et - Le Groïng de La Romagère, extraction chevaleresque 1287, honneurs de la Cour en 1773[27], Languedoc, ANF (1938).
- Louvel-Lupel (de), olim de Louvel[90], extraction[91] 1546, reconnue noble par arrêt du parlement du 9 mars 1555[92], maintenue en 1699 sur preuves de 1546[Jougla 14], Picardie.[réf. nécessaire]
- Louvencourt (de), anoblie (maintenue) en 1666, marquis en 1825, Picardie[réf. nécessaire], ANF (1975).
- Louvigny (de), ancienne extraction 1429, Normandie[réf. nécessaire], ANF (1985).
- Louys de La Grange, olim de La Grange, anoblie en 1600, Lorraine, Flandre[93].
- Loynes d'Autroche (de), Loynes d'Estrée (de), et Loynes de Fumichon (de), deux trésoriers de France successifs à Orléans en 1670, Orléans[a 27], ANF (1958).
- Loyré d'Arbouville, anoblie en 1817, Orléanais[réf. nécessaire], ANF (1933). (Famille éteinte en ligne masculine)[réf. nécessaire].
- Loze de Plaisance (de), extraction 1554, Agenais[réf. nécessaire], ANF (1973).
- Lubersac (de), extraction chevaleresque 1267, honneurs de la Cour 1751, 1766 et 1785[94], Lubersac en Limousin, ANF (1937).
- Lucas de Couville, extraction, Couville en Normandie[réf. nécessaire], ANF (1951).
- Lucy de Fossarieu (de), confirmée (relief) en 1757[a 28], Normandie, Martinique, ANF (1987).
- Luppé (de), extraction chevaleresque 1380, honneurs de la Cour en 1758[27], Armagnac, ANF (1933).
- Lur-Saluces (de), ancienne extraction 1472, honneurs de la Cour en 1760[27], comte en 1810, Guyenne, ANF (1937).
- Lustrac (de), anoblie (légitimation) en 1514, baron en 1811, Gascogne[réf. nécessaire], ANF (1936).
- Luzy de Pélissac (de), extraction chevaleresque 1340, Forez[réf. nécessaire], ANF (1962).
- Lyons (des) et - de Feuchin, anoblie en 1634, Artois[95][réf. nécessaire]
- Lyrot (de), extraction 1543, Anjou, Bretagne[LM 61],[Note 48].

- Haut – A
- B
- C
- D
- E
- F
- G
- H
- I
- J
- K
- L
- M
- N
- O
- P
- Q
- R
- S
- T
- U
- V
- W
- X
- Y
- Z

## M
- Mabille du Chêne, - du Chesne, et - de La Paumelière, extraction 1500, Anjou[Jougla 15], ANF (1957).
- Macé de Gastines et - de Dommaigné[96], secrétaire du roi en 1578, maintenue 1774, Touraine[Jougla 16], ANF (1944).
- Macé de La Rochemacé, maire de Nantes 1662[S 12], maintenue en 1669, Bretagne[Jougla 17].
- Mac Mahon (de), extraction 1564 (Irlande), naturalisation 1750, duc de Magenta en 1859, Bourgogne[Jougla 18],[LM 62].
- Madaillan de Montataire (de), lettres de relief 1659, maintenue en 1667[Jougla 19] (contesté par G. du Mas des Bourboux), réanoblie par la charge de conseiller secrétaire du roi avant 1683[97], Guyenne, Périgord[a 29], ANF (1976).
- Magnien de Magnienville (de), anoblie le 20 novembre 1701, Lorraine[réf. nécessaire], ANF (1937).
- Magon de La Giclais (de), anoblie en 1695, Bretagne[Jougla 20],[LM 63], ANF (1964).
- Magon de Saint-Elier (de), - de La Villehuchet, et - de La Vieuville, secrétaire du roi vers 1670, Bretagne[LM 64], ANF (1964).
- Mahé de Berdouaré, extraction 1557, maintenue en 1669, Bretagne (Finistère)[Jougla 21],[LM 65],[Note 49].
- Mahuet (de), extraction 1599, baron du Saint-Empire 1676, Lorraine[Jougla 22].
- Maigre de La Motte, Chambre des comptes de Grenoble 1759-1789, Dauphiné[Jougla 23], ANF (1990).
- Maigret (de), Second Empire, comte en 1861, Lorraine[a 30], ANF (1952). Titre sans anoblissement.
- Maillard (de), - de La Combe, et - Taillefer, ancienne extraction 1486, maintenue en 1668, Périgord[Jougla 24], ANF (1993).
- Maillé de La Tour-Landry (de), extraction chevaleresque 1069, honneurs de la Cour, duc en 1784, Touraine, Anjou[Jougla 25], ANF (1936).
- Mailly-Nesle (de), extraction chevaleresque 1050, honneurs de la Cour, comte en 1744 Picardie[a 30], ANF (1951).
- Maintenant (de), Ancienne extraction 1441. Maintenue noble en 1671, en 1666 à Amiens et le 22 décembre 1699 sur titres de 1441, Preuves pour Saint-Cyr en 1686, Plainval (Picardie) puis Gondreville (Oise)[98].
- Maistre (de), sénateur de Savoie 1740, comte en 1778, Savoie[Jougla 26],[Foras 6], ANF (1942).
- Maistre (de), baron de Vaujours 1763, Languedoc, Ile-de-France[Jougla 27],[a 30],[S 13], ANF (1940).
- Majou de La Débutrie, anoblie en 1817, Poitou[réf. nécessaire], ANF (1966).
- Malestroit de Bruc de Montplaisir (de), extraction 1538, maintenue en 1671, Bretagne[LM 66], ANF (1954).
- Malet (de) (charge inachevée au XVIIIe siècle), Empire, baron en 1809 (confirmé en 1816), Périgord[99][réf. nécessaire], ANF (1963). Titre sans anoblissement.
- Malet (de) (La Jorie et Roquefort), extraction chevaleresque 1375, honneurs de la Cour, Périgord[a 30], ANF (1977)
- Malet de Coupigny (de), extraction chevaleresque 1342, honneurs de la Cour, comte en 1765, Flandre[a 30].
- Maleville (de), Empire, baron en 1808, comte en 1810, Périgord[100][réf. nécessaire], ANF (1981). (titres sans anoblissements)
- Malglaive (de), Restauration, anoblie en 1815, Lorraine[réf. nécessaire], ANF (2016).
- Malherbe (de) (de Poillé), ancienne extraction 1469, maintenue en 1666 à Caen et Orléans[101][réf. non conforme], Normandie, Maine, ANF (2000).
- Malherbe (de), ancienne extraction 1435, maintenue en 1666 à Caen, Alençon, et Rouen[101], Normandie, Bretagne.
- Mallard de La Varende, extraction 1504, baron Agis en 1851 (sur réversion d'un titre de 1810), Normandie (Verneuil)[réf. nécessaire], ANF (1944).
- Mallet, Empire, baron 1810 (confirmé baron de Chalmassy en 1815), Normandie[102][réf. nécessaire]. Titre sans anoblissement.
- Mallevoüe (de), extraction 1545, Normandie[réf. nécessaire], ANF (1996). (famille éteinte en ligne masculine).
- Mandat-Grancey (de), secrétaire du roi 1572, comte en 1861, Bourgogne[réf. nécessaire], ANF (1958).
- Mangin d'Ouince, ancienne extraction 1440, Berry, Poitou[réf. nécessaire], ANF (1959).
- Manheulle (de), maintenue en 1667, Lorraine[réf. nécessaire], ANF (1984).
- Marcassus de Puymaurin, capitoul de Toulouse 1721, baron de Puymaurin en 1754[103][réf. non conforme], Moissac en Quercy.
- Marcé des Louppes (de), ancienne extraction 1460, maintenue en 1669[S 14], Anjou, Touraine, ANF (1956).
- Mares de Trebons (des), ancienne extraction 1415, honneurs de la Cour, Normandie[réf. nécessaire], ANF (1985).
- Mareschal (de), ancienne extraction, Bourbonnais[réf. nécessaire], ANF (1948).
- Mareschal de Bièvre, anoblie en 1707, Ile-de-France[réf. nécessaire], ANF (1993).
- Mareschal de Charentenay, anoblie (relief) en 1642, Franche-Comté[réf. nécessaire], ANF (1937).
- Mareschal de Luciane (de), ancienne extraction 1457, Savoie[Foras 7], ANF (1954). (famille éteinte en ligne masculine).
- Marguerye (de), extraction 1533, Normandie[réf. nécessaire], ANF (1953).
- Marin de Carranrais (de), ancienne extraction 1496[a 31], ou agrégation 1534 (se reporter à la source, pages 410 à 411)[104],[37], Provence (La Valette-du-Var).
- Marin-Dubuard, Empire, baron en 1811[a 31], ANF (1959). Titre sans anoblissement.
- Marin de Montmarin (de), secrétaire du roi 1632-1652, Bourgogne, Vendômois[réf. nécessaire], ANF (1938).
- Marion-Brézillac (de), preuves de noblesse 1578, Languedoc[réf. nécessaire], ANF (1938).
- Marion de Glatigny (de), anoblie en 1713, Lorraine[réf. nécessaire], ANF (1994).
- Marliave (de), maintenue de noblesse 1746, Languedoc[réf. nécessaire], ANF (1958).
- Marmiesse de Lussan (de), capitoul de Toulouse 1614, Languedoc[a 31], ANF (1983).
- Marquet (de), Restauration, anoblie en 1818, Languedoc[réf. nécessaire], ANF (1994).
- Marraud des Grottes, anoblie en 1788, Martinique[réf. nécessaire], ANF (1972).
- Martel (de), extraction 1504, Normandie, Poitou[LM 67],[Note 50], ANF (1937).
- Martène (de), anoblie en 1782, Bourgogne[réf. nécessaire], ANF (1986).
- Martimprey (de), anoblie en 1614, reconnu noble en 1685, comte héréditaire le 1er août 1870, régularisé le 21 mai 1874, Lorraine[Jougla 28],[S 15], ANF (1937).
- Martin d'Ayguesvives, capitoul de Toulouse 1717, Albigeois (Gaillac)[a 32].
- Martin de Baudinière, anoblie en 1819, Bretagne[LM 68],[Note 51], ANF (1993).
- Martin de Boudard, docteur en droit d'Avignon 1760, Comtat Venaissin (Barbentane)[Jougla 29].
- Martin de Compreignac, certificat de noblesse de B. Chérin pour l'obtention d'une sous-lieutenance 1784[105][réf. non conforme],[source insuffisante], Limousin (Nantiat), ANF (1981).
- Martin de La Bastide d'Hust, trésorier de Limoges 1689, baron en 1810, Limousin[réf. nécessaire], ANF (1945).
- Martin de Lagarde, Empire, baron en 1808, confirmé en 1816, Bas-Languedoc (Lodève)[106][réf. nécessaire], ANF (1994).
- Martin de Montaudry, preuves 1585, maintenue en 1669[107], ANF (1976).
- Martin du Nord, monarchie de Juillet, comte en 1847, Flandre[107], ANF (1961). Titre sans anoblissement.
- Martin du Tyrac de Marcellus (de), trésorier à Bordeaux (1591), baron en 1824, Généralité de Bordeaux[108], ANF (1975).
- Martin de Vauxmoret, chambre des comptes de Paris 1758, Paris[109], ANF (1993).
- Martin de Viviès (de), extraction 1568, maintenue en 1668, 1669 et 1718, Castres en Languedoc[Jougla 30], ANF (1968).
- Martinet, secrétaire du roi 1749-1760, Boulonnais[réf. nécessaire], ANF (1989).
- Martrin-Donos (de), ancienne extraction 1480, maintenue en 1668[110][réf. non conforme], Martrin en Camarès en Rouergue, ANF (1940).
- Mas des Bourboux (du) et du Mas de Paysac[111], ancienne extraction[112], lettres de relief de dérogeance en 1597[113], maintenue en 1647 par la cour des Aides de Bordeaux[a 32], Limousin, Périgord[112], ANF (2004).
- Mascureau (de), extraction 1511, Poitou, ANF (1957).
- Masin (de), capitoul de Toulouse 1705, Languedoc, Nivernais[réf. nécessaire], ANF (1945).
- Massary (de), anoblie en 1705, Italie, Picardie[réf. nécessaire], ANF (1933).
- Massia de Ranchin (de), capitoul de Toulouse 1709, Languedoc[a 33], ANF (2019).
- Massol de Rebetz (de), Chambre des comptes de Bourgogne 1706, Bourgogne (Dijon) [réf. nécessaire], ANF (1948).
- Masson d'Autume (de), extraction 1540, marquis en 1751, Franche-Comté[réf. nécessaire], ANF (1989).
- Mathan (de), extraction chevaleresque 1341, marquis en 1736, Normandie[réf. nécessaire], ANF (1952).
- Matharel (de), secrétaire du roi 1621-1653[114][réf. non conforme], Auvergne, ANF (1984).
- Mathieu de Vienne, (charge inachevée au XVIIIe siècle), Restauration, anoblie en 1815, Champagne (Sainte-Menehould)[réf. nécessaire], ANF (1948).
- Matis, Restauration, chevalier en 1826[115][réf. nécessaire], Lorraine (Thionville). Titre sans anoblissement.
- Maudet de Penhouët, ancienne extraction 1480, maintenue en 1669 à Rennes, Bretagne (Caden)[a 33], ANF (2001).
- Maud'huy (de), reconnaissance de noblesse 1755, Barrois (bailliage de Lamarche)[116],[a 34].
- Mauduit de Carentonne (de), anoblie en 1622, maintenue en 1697, Basse-Normandie[Jougla 31].
- Mauduit du Plessix (de) et Mauduit (de), secrétaire du roi 1726-1729[a 33], Bretagne (Hennebont)[LM 69],[Note 52], ANF (1977).
- Mauléon de Bruyères (de) et Mauléon Narbonne de Nébias (de), extraction chevaleresque 1343, Languedoc[réf. nécessaire], ANF (1938).
- Maulmont (de), extraction chevaleresque 1308, Limousin (Saint-Vitte-sur-Briance)[réf. nécessaire].
- Maumigny (de), ancienne extraction 1473, Nivernais[réf. nécessaire], ANF (1954).
- Maupeou d'Ableiges (de), anoblie en 1586, comte en 1691, honneurs de la Cour[117], Paris[réf. nécessaire], ANF (1942).
- Maurès de Malartic (de), dispense du marc d'or 1775, Armagnac, Aunis[a 35].
- Mauroy (de), secrétaire du roi 1776-1790, maintenue en 1825, Troyes[a 35], ANF (1966).
- Maury de Lapeyrouse-Vaucresson, extraction 1539, maintenue en 1671, Languedoc[réf. nécessaire], ANF (1978).
- Maussion de Candé (de), secrétaire du roi 1704-1724, Maine[réf. nécessaire], ANF (1948).
- Maximy (de), anoblie (relief) en 1654, Barraux en Dauphiné[a 35].
- May de Termont (de), extraction 1536, Bourbonnais[a 35].
- Maynard et - de La Claye (de), ancienne extraction 1401, honneurs de la Cour, Poitou[réf. nécessaire], ANF (1964).
- Mazenod (de), échevin de Lyon 1659[118][réf. non conforme], Saint-Chamond en Forez, Brie, Provence, ANF (1945).
- Mazis (des), ancienne extraction 1445, maintenue en 1701 à Dreux[119], Pays de Liège, Orléanais, Ile-de-France[réf. nécessaire], ANF (1935).
- Meaudre, - des Gouttes, et - de Sugny, secrétaire du roi 1764-1788, Forez[120], ANF (1934).
- Meaulne (de), ancienne extraction 1477, Anjou, Touraine[a 35].
- Meaux (de), secrétaire du roi 1704-1709, Forez[réf. nécessaire], ANF (1935).
- Mecquenem et Meckenheim d'Artaise (de), extraction 1530, Cologne, Champagne[réf. nécessaire], ANF (1938).
- Médrano (de), extraction 1550, maintenue en 1697, Navarre, Armagnac[Jougla 32].
- Mégret de Serilly d'Étigny, secrétaire du roi 1713, Picardie[a 36], ANF (1986).
- Méhérenc de Saint-Pierre (de), extraction chevaleresque 1372, honneurs de la Cour, Normandie, Bretagne[LM 70],[Note 53], ANF (1942).
- Mellis (de), capitoul de Toulouse 1773, Toulouse[réf. nécessaire], ANF (1978).
- Mellon (de), ancienne extraction 1480, maintenue en 1669 à Rennes, Bretagne[a 37], ANF (1964).
- Ménard de Couvrigny, Chambre des comptes de Normandie à Rouen 1731, Normandie[réf. nécessaire], ANF (1979).
- Menche de Loisne, anoblie en 1697, Artois[a 37], ANF (1938). (Anoblissement révoqué en 1715, principe de noblesse à démontrer).
- Méneval (de), Empire, baron en 1810, Ile-de-France[a 37], ANF (1957). Titre sans anoblissement.
- Mengin Fondragon (de), anoblie en 1540, reconnue noble en 1658, Lorraine[Jougla 33], ANF (1938).
- Menou (de), extraction chevaleresque 1272, honneurs de la Cour, Perche, Berry[a 37], ANF (1939).
- Mensdorff-Pouilly (de), extraction chevaleresque 1397, Lorraine[réf. nécessaire], ANF (1968).
- Menthon et - d'Aviernoz (de), extraction chevaleresque 1219, Savoie[Foras 8], ANF (1979).
- Menu de Ménil, Empire, chevalier en 1809, baron en 1813[a 37], Flandre. Titre sans anoblissement.
- Mercier, Empire, baron en 1811 confirmé en 1814[121][réf. nécessaire], Normandie, ANF (1977). Titre sans anoblissement.
- Mercier du Paty de Clam, anoblie en 1526, Aunis, Saintonge[a 37],[122], ANF (1970).
- Mercoyrol de Beaulieu, maréchal de camp 1784, Vivarais[a 37], ANF (1989).
- Méric de Bellefon (de), extraction 1531, maintenue en 1671, Guyenne, Lyonnais[réf. nécessaire], ANF (1983).
- Méritens (de), extraction 1539, branches de Villeneuve (subsistante), de Rozès, de Pradals, de L'Isle, Languedoc, Gascogne[Jougla 34],[123],[124].
- Merle (du), extraction chevaleresque 1302, honneurs de la Cour, Normandie (Orne)[Jougla 35],[a 37], ANF (1938).
- Merle du Bourg, secrétaire du roi 1783-1790 (mort en charge), Forez[a 38], ANF (1981).
- Merlin d'Estreux de Beaugrenier, conseiller au parlement de Flandres à Douai 1750, Hainaut (Valenciennes)[réf. nécessaire], ANF (1944).
- Merode (de), prince du Saint-Empire en Belgique, comte de l'Empire en 1809, Allemagne, Belgique, France[125][réf. nécessaire], ANF (1975). (Titre de comte sans anoblissement ; pas de reconnaissance de noblesse en France)
- Mérot du Barré, secrétaire du roi 1736-1749, Bretagne (Nantes)[a 38].
- Mesnaud de Saint-Paul, échevin d'Angoulême 1659-1661, Angoumois[a 38], ANF (1974).
- Mesnil-Adelée (du), ancienne extraction 1463, maintenue en 1666, Normandie (Coutances)[réf. nécessaire], ANF (1995).
- Mesnildot (du), ancienne extraction 1487, Normandie[réf. nécessaire], ANF (1942).
- Messey (de), noblesse 1574, maintenue en 1669, marquis en 1705, honneurs de la Cour, Bourgogne[LM 71],[Note 54], ANF (1951).
- Metz et Metz-Noblat (de), maintenue par la Chambre des comptes de Lorraine en 1788[126],[127], baron en 1810, confirmé en 1816[a 38], Lorraine, ANF (1983).
- Mézamat de L'Isle (de), maintenue en 1784[a 38][réf. à confirmer], Languedoc[a 38],[128],[Jougla 36], ANF (1980).
- Michaud, baron en 1846, Savoie[Foras 9], ANF (1959). (Famille anoblie par L.P. du 18 juin 1846 du roi Charles-Albert de Savoie, conférant le titre de baron héréditaire par ordre de primo-géniture).
- Michel d'Annoville, ancienne extraction 1350[a 38], maintenue en 1598 et 1667, Normandie (Cotentin)[129], ANF (1939).
- Michel de Grilleau, maintenue en 1786, Bretagne (famille éteinte en ligne masculine)[réf. nécessaire].
- Michel du Roc de Brion (de), cour des aides de Montauban 1654, marquis en 1756, Gévaudan[réf. nécessaire], ANF (1943).
- Michel de Roissy, secrétaire du roi 1728, Ile-de-France[réf. nécessaire], ANF (1956).
- Michel de Trétaigne, Restauration, baron en 1828, Bourbonnais[a 39], ANF (1998). Titre sans anoblissement.
- Michet de Varine-Bohan, conseiller maitre des requêtes au parlement de Dombes 1740-1760, Bohan par décrets de 1913 et 1914, Lyonnais[réf. nécessaire], ANF (1991).
- Michon-Coster, Restauration, anoblie en 1827, baron en 1870 sur réversion d'un titre de 1827, Champagne (Ardennes)[réf. nécessaire], ANF (1956).
- Micolon de Guérines, secrétaire du roi 1736-1742, Auvergne (Ambert)[réf. nécessaire], ANF (1987).
- Mieulet de Ricaumont (de), capitoul de Toulouse 1684[Jougla 37],[130], Toulouse, ANF (1953).
- Mieulle et - d'Estornez d'Angosse (de), Restauration, anoblie en 1816, Provence (Sisteron), Anjou[réf. nécessaire], ANF (1943).
- Milhé de Saint Victor (de), secrétaire du roi en la Cour des comptes, aides et finances de Montpellier 1753-1761, Languedoc (Béziers)[réf. nécessaire], ANF (1989).
- Milliet de Faverges, juge-mage du Faucigny anobli[131] en 1581, marquis en 1644, duché de Savoie[Foras 10], ANF (1948).
- Miniac (de), anoblie en 1699, Bretagne (Dol-de-Bretagne)[a 39].
- Miollis (de), anoblie en 1770, baron en 1820, Provence (Villecroze)[a 39], ANF (1948).
- Miorcec de Kerdanet, Restauration, anoblie en 1814, Bretagne (Finistère)[a 39].
- Mirieu de Labarre, secrétaire du roi 1788-1790 (mort en charge), Guyenne (Bordeaux)[réf. nécessaire], ANF (1977).
- Mirman (de), ancienne extraction 1491, Languedoc[a 39].
- Miscault (de), anoblie en 1669, Lorraine[réf. nécessaire], ANF (1978).
- Mitry (de), ancienne extraction 1426, Lorraine[réf. nécessaire], ANF (1962).
- Moisson de Vaux, secrétaire du roi 1737, baron en 1811, Normandie[réf. nécessaire], ANF (2015).
- Molette de Morangiès (de), ancienne extraction 1481, maintenue en 1666, honneurs de la Cour, Gévaudan, Auvergne (Brioude)[a 40], ANF (2005) (famille éteinte en ligne masculine).
- Monceau de Bergendal (du), Empire, comte en 1810, confirmé en 1820, Bruxelles[réf. nécessaire], ANF (1975).
- Monchy (de), Empire, chevalier en 1808, confirmé en 1814, Ile-de-France (Compiègne)[a 40], ANF (1942). Titre sans anoblissement.
- Moncuit de Boiscuillé (de), Empire, baron en 1813, confirmé en 1820, Normandie (Saint-Lô)[LM 72],[Note 55][réf. nécessaire], ANF (1947). Titre sans anoblissement.
- Mondenard de Monié (de), extraction, maintenue en 1668, Guyenne[réf. nécessaire], ANF (1979).
- Monicault (de), Restauration, anoblie en 1816, Lyonnais, Berry[réf. nécessaire], ANF (1946).
- Monléon (de), anoblie en 1643, Italie, Provence[réf. nécessaire], ANF (1995).
- Mons et - de Carantilly (de), extraction chevaleresque 1375, Normandie[réf. nécessaire], ANF (1944).
- Monseignat (de), secrétaire du roi 1782-1790<[a 40] ou noblesse inachevée[132], Rouergue (noblesse non consensuelle).
- Monspey (de), extraction chevaleresque 1383, marquis de Vallières en 1689, Bresse, Beaujolais[a 40], ANF (1940).
- Monstiers de Mérinville (des), extraction chevaleresque 1379, honneurs de la Cour, Poitou[réf. nécessaire], ANF (1955).
- Montagu (de), conseiller-maitre en la Cour des comptes de Dôle 1698, Bourgogne[réf. nécessaire], ANF (2009).
- Montaignac de Chauvance (de), extraction chevaleresque 1398, honneurs de la Cour, Limousin[réf. nécessaire], ANF (1984).
- Montaigne de Poncins (de), parlement de Dombes 1696-1721, Forez[réf. nécessaire], ANF (1975).
- Montalembert et - de Cers (de), extraction chevaleresque 1317, honneurs de la Cour, Poitou[réf. nécessaire], ANF (1945).
- Montanier de Belmont, secrétaire du roi au XVIe siècle, Bugey[réf. nécessaire], ANF (1938).
- Montarby (de), ancienne extraction 1460, Champagne[réf. nécessaire], ANF (1934).
- Montard (de), reconnaissance de noblesse 1777 par la Cour des aides et finances de Bordeaux, Guyenne (Marmande), ANF (2007)[133][réf. nécessaire].
- Montardy de La Palurie (de), anoblie en 1777, Périgord[réf. nécessaire], ANF (1984).
- Montaudoüin (de), secrétaire du roi 1750, Nantes[réf. nécessaire], ANF (1955).
- Montault (de), extraction chevaleresque 1352, honneurs de la Cour, Armagnac[réf. nécessaire], ANF (1988).
- Montbrun (de), Empire, comte en 1809, Languedoc (Aude)[réf. nécessaire], ANF (1972). Titre sans anoblissement.
- Montcornet de Caumont (de), extraction 1559, Picardie, Lorraine[réf. nécessaire].
- Montecler (de), extraction chevaleresque 1380, marquis en 1616, honneurs de la Cour, Maine[réf. nécessaire], ANF (1940).
- Monteil (de), anoblie en 1656, Périgord[réf. nécessaire], ANF (1970).
- Montesquiou-Fezensac (de), extraction chevaleresque, honneurs de la Cour, Armagnac[réf. nécessaire], ANF (1959).
- Montesson (de), ancienne extraction 1415, Maine[réf. nécessaire], ANF (1952).
- Monteynard (de) (Montaynard, anciennement Aynard)[134], extraction chevaleresque 1336[18] ou ancienne extraction 1415, marquis de Montfrin en 1652, honneurs de la Cour, Dauphiné[a 41], ANF (1934).
- Montfort (de), extraction, maintenue au Conseil d'État en 1672, Bretagne (Côtes-d'Armor), [réf. nécessaire], ANF (1962).
- Montgolfier (de), anoblie en 1783, Vivarais[réf. nécessaire], ANF (1956).
- Montgrand (de), secrétaire du roi 1706, Vivarais, Provence [réf. nécessaire], ANF (1946).
- Montheil de Septfons, extraction 1554, Rouergue[réf. nécessaire], ANF (1980).
- Monti de Rezé (de), r.n.f. 1569 (anoblie), maintenue en 1669 à Rennes, Toscane, Bretagne (Nantes)[a 42], ANF (1944).
- Montillet de Grenaud (de), ancienne extraction 1479, maintenue en 1700, Bugey[a 42], ANF (1967).
- Montmonier ou Monmonier (de), secrétaire du roi 1691, éteinte en France[135], subsistante aux États-Unis[136], Flandres[137][réf. à confirmer].
- Montmorillon (de), extraction 1508, Bourgogne[réf. nécessaire], ANF (1953).
- Montrichard (de), extraction chevaleresque 1285, honneurs de la Cour, Franche-Comté[réf. nécessaire], ANF (1937).
- Montrognon de Salvert (de), ancienne extraction 1496, honneurs de la Cour, Auvergne[réf. nécessaire], ANF (1959).
- Montrond (de), ancienne extraction 1459, Vivarais, Dauphiné[réf. nécessaire], ANF (1946).
- Monts de Savasse (de), ancienne extraction 1471, Dauphiné, Bigorre[réf. nécessaire], ANF (1987).
- Morand, Empire, comte en 1808, Franche-Comté[Jougla 38], ANF (1938). Titre sans anoblissement.
- Morand de Confignon (de), anoblie en 1785, Savoie[Jougla 39],[Foras 11], ANF (1967).
- Morant (de), anoblie en 1590, maintenue en 1666, honneurs de la Cour, Haute-Normandie, Bretagne[Jougla 40], ANF (1996).
- Moras (de), ancienne extraction, reconnue noble en France 1565, Naples, Limousin[réf. nécessaire], ANF (1981).
- Moréal de Brévans, conseiller correcteur en la Chambre des Comptes de Dole au XVIIIe siècle, Franche-Comté[réf. nécessaire], ANF (1962).
- Moreau de Lizoreux, Restauration, anoblie en 1819, Bretagne[réf. nécessaire], ANF (1960).
- Moreau de Montcheuil et - de Saint-Martin, trésorier à Poitiers 1743, Poitou[réf. nécessaire], ANF (1938).
- Morel (de), anoblie en 1643, Normandie[réf. nécessaire], ANF (1983).
- Morel de Foucaucourt et - de Boncourt, extraction 1521, Picardie[réf. nécessaire], ANF (1991).
- Morel de Lacolombe et - de Lachapelle d'Apcher, extraction chevaleresque 1390, maintenue en 1669, Auvergne, Languedoc[138][réf. à confirmer], ANF (1993).
- Morel de Villiers, deux trésoriers à Dijon 1743 et 1755, Champagne, Bourgogne[réf. nécessaire], ANF (1958).
- Morell d'Aubigny d'Assy (de), ancienne extraction 1480, Normandie[réf. nécessaire], ANF (1946).
- Morgan de Rivery (de), secrétaire du roi 1709, Picardie[réf. nécessaire], ANF (1977).
- Morgues de Saint-Germain (de), extraction 1583, branche aînée de Mourgues tombée en dérogeance[139], Velay[Jougla 41].
- Morisson de La Bassetière, ancienne extraction 1469, maintenue en 1667 à Potiers, Poitou[LM 73], ANF (1977).
- Mortillet (de), Restauration, anoblie en 1825, Dauphiné[a 43].
- Mossion de La Gontrie, secrétaire du roi 1735, Saintonge[a 44], ANF (1988).
- Mostuéjouls (de), extraction chevaleresque 1225, Rouergue[140][réf. nécessaire], ANF (1973).
- Moucheron (de), ancienne extraction 1447, maintenue en 1667[141], Normandie, Bretagne[réf. nécessaire], ANF (1933).
- Mouchet de Battefort de Laubespin, extraction 1525, comte en 1649, Franche-Comté[LM 74], ANF (1945).
- Mougins-Roquefort (de), Restauration, anoblie en 1822, Provence[réf. nécessaire], ANF (1972).
- Moulin de Labarthète (du), extraction 1510, Gascogne[réf. nécessaire], ANF (1992).
- Moulin de La Bretèche (du), anoblie en 1697, Normandie[d 32], ANF (1938).
- Moulins de Rochefort (de), ancienne extraction 1464, honneurs de la Cour, Poitou[réf. nécessaire], ANF (1954).
- Moullart de Torcy et - de Villemarest, ancienne extraction 1479, Picardie[réf. nécessaire], ANF (1964).
- Mourins d'Arfeuille, ancienne extraction 1400, Marche[réf. nécessaire], ANF (1962).
- Mourre, Empire, baron en 1810, confirmé en 1828, Provence[142][réf. nécessaire], ANF (1939). Titre sans anoblissement.
- Moustier (de), ancienne extraction 1496, marquis en 1741, honneurs de la Cour, Franche-Comté, Paris[réf. nécessaire], ANF (1994).
- Moustier (de), lettres de surannation et de confirmation de noblesse 1632, maintenue en 1667[37],[143], Provence, ANF (2000).
- Moustier de Canchy (du), anoblie en 1691, Normandie (Caen)[a 45],[d 33], ANF (1955).
- Moutis (des), ancienne extraction, maintenue en 1666 à Alençon, Normandie (Argentan)[144], ANF (1967).
- Mouxy (de), extraction 1507, comte en 1683, Savoie[Foras 12].
- Moÿ de Sons (de), extraction chevaleresque 1327, honneurs de la Cour, Champagne[réf. nécessaire], ANF (1988).
- Mulatier de La Trollière, ancienne extraction 1443, Bourbonnais[réf. nécessaire], ANF (1945).
- Mullenheim et - de Rechberg (de), extraction chevaleresque 1337, baron en 1773, Alsace[réf. nécessaire], ANF (1965).
- Mullot de Villenaut (de), extraction 1538, maintenue en 1702 à Orléans, Nivernais[a 46], Orléanais, ANF (2012).
- Mun (de), ancienne extraction 1425, honneurs de la Cour, marquis en 1817, Bigorre[a 46], ANF (1961).
- Murard de Saint-Romain (de), échevin de Lyon 1574, Lyonnais[réf. nécessaire], ANF (1940).
- Murat, Empire, prince en 1805, roi de Naples en 1808, de Chasseloup-Laubat par adoption de 1964 pour une branche, Quercy, ANF (1991)[145]. Titre sans anoblissement.
- Murat de Lestang (de), ancienne extraction 1451, honneurs de la Cour, Dauphiné[a 46], ANF (1938).
- Musnier de Pleignes, chambre des comptes de Paris 1673, Paris[réf. nécessaire], ANF (1965).

- Haut – A
- B
- C
- D
- E
- F
- G
- H
- I
- J
- K
- L
- M
- N
- O
- P
- Q
- R
- S
- T
- U
- V
- W
- X
- Y
- Z

## N
- Naguet de Saint-Vulfran, anoblie en 1522, maintenue 1668, Normandie[146],[Jougla 42].
- Narp (de), anoblie en 1774, Béarn, Saint-Domingue[Jougla 43].
- Nas de Tourris (de), ancienne extraction 1495, Provence, Île Bourbon[Jougla 44].
- Nattes (de), anoblissement 1369, maintenue 1669, Rouergue, Languedoc[Jougla 45], ANF (1968).
- Navailles Labatut (de), extraction chevaleresque 1399, maintenue 1671, honneurs de la Cour 1784[Jougla 46], (baron d'Angaïs, 1656, br. cadette éteinte)[147], Béarn, Gascogne, ANF (1993).
- Nays (de), extraction 1551 (br. de Nays-Candau, baron 1652, marquis 1718, éteinte 1913[148]), Béarn[Jougla 47], ANF (1968).
- Nervo (de), secrétaire du roi le 28 mars 1752-1756[149], baron de l'Empire sur institution de majorat par L.P. du 6 janvier 1810 (confirmé par L.P. du 29 juillet 1818), Lyonnais[Jougla 47], ANF (1947).
- Nettancourt (de), - de Vaubécourt, extraction chevaleresque 1386, Champagne[150],[LM 75],[Note 56],[Jougla 48], ANF (1997).
- Neufville (de), extraction chevaleresque 1181, branche aînée des barons de Neufville éteinte en 1589, branche cadette protestante exilée vers 1545, un rameau revenu en France vers 1850, Artois, Hollande, Francfort, Paris[151],[152].
- Neverlée (de), noblesse belge, reconnue noble en France avec le titre de baron le 14 janvier 1863[S 16], Namur, Picardie.
- Neyron de Saint-Julien, secrétaire du roi 1768, (br. cadette baron 1849, éteinte) Forez[Jougla 49], ANF (1993).
- Nicol de La Belleissue, extraction 1518, maintenue 1669, Bretagne[Jougla 50], ANF (1948).
- Nicolaï de Lacoste de Laval (de), extraction, maintenue 1738, Limousin[153][réf. à confirmer].
- Nicolay (de) , anoblissement par charge : conseiller au Parlement de Toulouse 1465[Jougla 51],[Note 57],[154] ; branche cadette de Sabran non titrée, ANF (1935).
- Nicollon des Abbayes, Restauration, anoblie en 1819, Poitou[Jougla 52].
- Nielly, Restauration, baron 1815, Bretagne (Finistère)[Jougla 53],[LM 76],[Note 58].
- Noailles (de), extraction chevaleresque 1225, comte d'Ayen 1592, duc de Noailles et pair 1663 (duc d'Ayen 1737, titre d'attente des ducs de Noailles), marquis de Maintenon (1698, 1719), honneurs de la Cour, comte de Noailles et de l'Empire 1811, branche cadette comte de l'Empire 1810, duc de Mouchy 1814, duc de Poix 1815 et pair 1817, Limousin, Ile-de-France[Jougla 54], ANF (1933).
- Noblet d'Anglure (de), ancienne extraction 1482, maintenue 1669, 1698, marquis d'Anglure en 1715, comte de la Clayette en 1730, Bourgogne[Jougla 55],[155], ANF (1970).
- Nogaret (de), anoblissement par lettres : baron de l'Empire 1810, Quercy, Rouergue[Jougla 56], ANF (1935).
- Nompère de Champagny (de), extraction 1588[156], pair héréditaire avec pairie instaurée sous le titre de baron 1820-1831, Forez, ANF (1933). (Famille éteinte en ligne masculine)[réf. nécessaire].
- Nonancourt (de), extraction 1557, Lorraine[réf. nécessaire], ANF (1994).
- Normant de la Villehelleuc, ancienne extraction 1464, Bretagne (Côtes-d'Armor)[LM 77],[Note 59], ANF (1971).
- Noüe (de), extraction chevaleresque 1308, Picardie[réf. nécessaire], ANF (1933).
- Nouel (de) (Noüel), extraction 1535, protestation de la noblesse de Bretagne de janvier 1789[LM 78], Bretagne, ANF (2010)[157].
- Nouël de Buzonnières, - de Tourville de Buzonnière, trésorier d'Orléans 1735, Orléanais[Jougla 57].
- Noury, Restauration, Baron en 1822, Bretagne[158][réf. nécessaire], ANF (1938).
- Novion (de), extraction 1556, Champagne[LM 79],[Note 60].
- Nucé de Lamothe (de), capitoul de Toulouse 1773, Martel en Languedoc, Quercy[réf. nécessaire], ANF (2007)[159].
- Nuchèze (de), alias de Neuchèze, extraction chevaleresque 1320, maintenue 1667, Poitou[Jougla 58], ANF (1948).

- Haut – A
- B
- C
- D
- E
- F
- G
- H
- I
- J
- K
- L
- M
- N
- O
- P
- Q
- R
- S
- T
- U
- V
- W
- X
- Y
- Z

## O
- O'Byrne, r.n.f. 1770, Irlande, Bordeaux[160].
- Odart de Rilly d'Oysonville, extraction (maintenue en 1715)[a 47], marquis 1851, Oysonville, Poitou, Touraine, ANF (1975).
- Ogier d'Ivry, extraction 1693, baron Ogier et de l'Empire 1814, Champagne, Île-de-France[Jougla 59].
- Oilliamson (d') olim Williamson, cité 1385 (Écosse), ancienne extraction 1495 (garde écossaise), marquis d'Olliamson 1739, Écosse, Normandie[161], ANF (1947).
- Oiron (d'), extraction, maintenue en 1666, Berry[Jougla 60].
- O'Kelly-Farell, cité 1204 (Irlande) reconnu noble en France 1756, honneurs de la Cour 1776, Irlande, Languedoc[161], ANF (1974).
- Ollone (d') olim Dolon, extraction 1516, maintenue 1670, Languedoc, Lorraine[162], ANF (1976).
- O'Mahony, ancienne extraction, r.n.f. honneurs de la Cour 1788, Irlande, Franche-Comté[162].
- Oncieu de La Bâtie (d'), et de Chaffardon, extraction chevaleresque 1316, marquis de La Bâtie 1669, marquis de Chaffardon 1682, Savoie[Foras 13],[a 48], ANF (1950).
- Onffroy de Vérez, anoblissement par lettres : 1543, Normandie, Saint-Domingue, Bretagne[LM 80],[Note 61], ANF (1953).
- Orglandes (d'), extraction chevaleresque 1396[a 47] ou ancienne extraction 1434, baron baron-pair, Normandie (Manche, Orne)[163], ANF (1943).
- Oriola (d') olim Oriola, bourgeois honoré de Perpignan 1673[164], Roussillon, ANF (1935).
- Orléans (d'), extraction chevaleresque 1366, honneurs de la Cour 1787, Berry, Orléannais[165], ANF (1955).
- Ornano (d'), ancienne extraction 1470, comte de l'Empire 1808, Corse[Jougla 61], ANF (1937).
- Orsanne (d'), extraction 1539, Marche, Berry[réf. nécessaire], ANF (1947).
- Ortoli (d'), olim Ortoli, cité 1454, noblesse génoise 1656, reconnu noble 1772, Corse[réf. nécessaire], ANF (1993).
- Ortoli, Ortolo famille de Sartène. Issue du Comte Giulio Ortoli d'Ancône, venu en Corse en l'an 773. Reconnue noble par arrêt du Conseil Supérieur de la Corse du 21 mai 1772, établissant la filiation depuis Ghjucante, Ottaviu et Ghjuvanninellu Ortoli, vivants au XVIe siècle[a 49].
- Osmont d'Amilly, trésorier à Paris 1759-1790, baron 1825 pour une banche éteinte, Normandie[réf. nécessaire], ANF (1966).
- Oudet, Empire, baron en 1811, Franche-Comté, Saintonge[Jougla 62].
- Ozouville (d'), extraction 1550, Normandie, Bretagne[LM 81],[Note 62], ANF (1987).

- Haut – A
- B
- C
- D
- E
- F
- G
- H
- I
- J
- K
- L
- M
- N
- O
- P
- Q
- R
- S
- T
- U
- V
- W
- X
- Y
- Z

## P
- Pacoret de Saint-Bon, anoblissement par lettres 1781, Savoie[Foras 14],[Jougla 63], ANF (1993).
- Pagès de Beaufort (de), extraction, baron de Pourcarès par L.P. du 5 décembre 1647, Gévaudan[166], ANF (2009).
- Paillard de Chenay, président trésorier de France 1677, Alençon, Normandie, Maine[Jougla 64][réf. à confirmer].
- Paillot de Montabert, extraction, dérogeance, secrétaire du roi 1766, Champagne, Picardie[Jougla 65], ANF (1951).
- Paix de Cœur (de), conseiller au Parlement de Rouen 1543, maintenu 1668, Normandie[Jougla 66].
- Palluat de Besset, secrétaire du roi par provisions du 16 octobre 1741[167] (ou 1742-1750), Saint-Chamond en Forez[Jougla 67], ANF (1934).
- Panisse-Passis (de) olim Panisse, anoblie en 1510, conseiller au Parlement de Provence le 15 novembre 1543, Comtat-Venaissin, Provence[Jougla 68], ANF (1951).
- Panon Desbassayns de Richemont (olim Panon), Restauration, baron en 1815, comte en 1827, Provence, Toulon, La Réunion (île Bourbon)[Jougla 69], ANF (1938).
- Panou de Faymoreau, chambre des comptes de Bretagne 1744-1765 et 1770-1791, certificat de noblesse d'Antoine Marie d'Hozier de Sérigny le 8 mars 1781[LM 82], Faymoreau en Poitou, ANF (1965).
- Panthou (de), maintenue de noblesse par Montfaut en 1463, Normandie, Calvados[réf. nécessaire], ANF (1942).
- Parc (du) (de Barville), ancienne extraction 1403, honneurs de la Cour, Normandie[LM 83], ANF (1934).
- Parc-Locmaria (du), extraction chevaleresque 1340, Bretagne[réf. nécessaire], ANF (1990).
- Parcevaux (de), et- de Tronjoly, extraction 1557, Bretagne (Finistère)[LM 84], ANF (1942).
- Pardieu (de) , ancienne extraction 1458, honneurs de la Cour, Normandie[réf. nécessaire], ANF (1949).
- Parent, anoblie en 1818, Champagne[Jougla 70].[réf. à confirmer]
- Parent du Châtelet, et- Labille, chambre des comptes de Paris, Île-de-France[réf. nécessaire], ANF (1947).
- Parent de Lannoy, extraction, maintenue 1697, Paris, Normandie[Jougla 71].
- Parisot de Bernécourt, extraction 1598, baron en 1707, Lorraine[réf. nécessaire], ANF (2012)[168].
- Parscau du Plessix (de), extraction 1524, Bretagne (Finistère)[LM 85], ANF (1957).
- Parseval (de) et de Parseval de Foudras secrétaire du roi 1751-1766, Perche, ANF (1939)
- Pascal (de), anoblie en 1750, Languedoc, Bretagne[réf. nécessaire], ANF (1978).
- Pasquier de Franclieu, noblesse prouvée depuis 1561, maintenue à Melun en 1665, marquis par L.P. de 1767 (pour un rameau éteint le 18 juillet 1839), Ile-de-France, Bigorre[réf. nécessaire], ANF (1966).
- Passage (du), ancienne extraction 1490, maintenue par Cauchon le 11 mars 1599[169][réf. non conforme], preuves pour Malte 1646, Picardie, ANF (1972).
- Passemar de Saint-André d'Alban (de), extraction 1545, Languedoc[réf. nécessaire], ANF (1959).
- Passerat de La Chapelle, maréchal de camp en 1788, Bugey[réf. nécessaire], ANF (1958).
- Passerat de Silans, noblesse 1567, Bugey[Jougla 72]
- Pastoureau de La Braudière, extraction 1528, Orléanais[réf. nécessaire], ANF (1952). (Famille éteinte en ligne masculine)[réf. nécessaire].
- Patas d'Illiers, Trésorier de France 1704-1731 puis 1731-1790, Orléanais[a 50].
- Patronnier de Gandillac, extraction, maintenue en 1667, Périgord[a 50].
- Paulmier, anoblie en 1825, Normandie[réf. nécessaire], ANF (1986).
- Paulze d'Ivoy de La Poype (a relevé le nom de La Poype par décret de 1864), secrétaire du roi 1775-1790[a 50] ou noblesse inachevée[170],[S 17], Forez (noblesse non consensuelle).
- Paultre de Lamotte, baron de l'Empire par L.P. du 15 octobre 1809[171], vicomte en 1845 (sur réversion d'un titre de 1823) sous la monarchie de Juillet, Gien en Orléanais, ANF (1961).
- Pavret de La Rochefordière, secrétaire du roi 1788-1789 (mort en charge) Bretagne (Nantes)[LM 86], ANF (1945).
- Payen de La Garanderie, extraction 1540, Normandie[réf. nécessaire], ANF (1976).
- Péan de Ponfilly, ancienne extraction 1479, Bretagne[LM 87], ANF (1948).
- Pechpeyrou-Comminges de Guitaut (de), extraction chevaleresque 1346, maintenue en 1697, honneurs de la Cour 1753, Quercy, Bourgogne[172], ANF (1939).
- Peguilhan de Larboust de Thermes (de), ancienne extraction 1484, maintenues de noblesse d'extraction en 1668 et 1700[Jougla 73], honneurs de la Cour en 1751[173][réf. non conforme], Betbèze en Comminges, ANF (1955).
- Pelet (de), extraction 1528, Artois, Bretagne[réf. nécessaire], ANF (1972).
- Pelgrain de Lestang, cour des monnaies de Paris 1678, Touraine[réf. nécessaire], ANF (1981).
- Pellegars-Malhorthie (de), ancienne extraction 1472, maintenues 1661 et 1668, Martinique[Jougla 74].
- Pelleterat de Borde, secrétaire du roi 1727, Franche-Comté[réf. nécessaire], ANF (1994).
- Pellissier de Féligonde, et - Léotoing d'Anjony, secrétaire du roi 1666 (d'Anjony par décret de 1869), Auvergne[174], ANF (1946).
- Peloux de Praron (du), et Peloux de Saint-Romain (du), ancienne extraction 1456, Vivarais[réf. nécessaire], ANF (1947).
- Penet de Monterno, secrétaire du roi 1710[a 50], comte en 1754, Dombes, ANF (1951).
- Penfentenyo de Cheffontaines (de), et - de Kervéréguin, extraction chevaleresque 1393, honneurs de la Cour, baron de Cheffontaines en 1680, Bretagne[LM 88], ANF (1968).
- Penguern (de), ancienne extraction 1427[LM 89], maintenue en 1669 à Rennes, baron en 1813 et 1818, Bretagne (Finistère), ANF (2003)[175].
- Pennart (de), ancienne extraction 1441, Touraine[a 50].
- Percin (de), secrétaire du roi au Parlement de Toulouse 1553-1582, maintenue en 1698, Gascogne (Gers), Toulouse, Artois, Martinique[a 51],[176], ANF (2001).
- Percy (de), extraction chevaleresque 1391, Normandie[réf. nécessaire], ANF (1986).
- Peretti Della Rocca, extraction 1550 (maintenue en 1773 par le conseil supérieur), Corse[a 52].
- Périer de Larsan (du), secrétaire du roi 1531, Languedoc, Guyenne[réf. nécessaire], ANF (1958).
- Pérignon (de), capitoul de Toulouse 1706 pour une branche éteinte, comte en 1808, marquis en 1817, Languedoc[réf. nécessaire], ANF (1973).
- Perrier de La Bâthie, lettres patentes 1775, Savoie[réf. nécessaire], ANF (2014).
- Perron de Revel (du), Chambre des comptes de Grenoble 1604, Dauphiné[réf. nécessaire], ANF (1981).
- Perrochel (de), secrétaire du roi 1597, Île-de-France, Maine[réf. nécessaire], ANF (1956).
- Perrot du Vernay, secrétaire du roi 1676-1678, comte 1816 (branche de Chazelles), Paris[réf. nécessaire], ANF (1960).
- Perruchot de La Bussière, secrétaire du roi 1729, Bourgogne[réf. nécessaire], ANF (1979).
- Person (de), anoblie en 1820, Orléanais[réf. nécessaire], ANF (1981).
- Perthuis (de) et - de Laillevault, extraction 1546, Beauvaisis[réf. nécessaire], ANF (1955).
- Perthuis de La Salle (de), secrétaire du roi 1653, Poitou[a 52].
- Pérusse des Cars (de), extraction chevaleresque 1281, honneurs de la Cour, comte en 1817, duc en 1825 (sans lettres patentes), Limousin[réf. nécessaire].
- Peschart d'Ambly, anoblie en 1605, Barrois[réf. nécessaire], ANF (1969).
- Petiet, Empire, L.P. du 12 novembre 1811 conférant le titre héréditaire de Baron de l'Empire, Saulles en Champagne, Châtillon-sur-Seine en Bourgogne[réf. nécessaire], ANF (2005)[177].
- Pétigny de Saint-Romain (de), anobli par lettres de 1781, Picardie, Blésois[a 53].
- Peting de Vaulgrenant, conseiller secrétaire du roi 1702, président en la Chambre des Comptes de Dole en 1730, Metz en Lorraine[réf. nécessaire].
- Petit de Beauverger, Empire, baron par L.P. du 6 août 1811, Aignay-le-Duc en Bourgogne[178].
- Petit de Chemellier, extraction 1518, Anjou[réf. nécessaire], ANF (1968).
- Petit de Leudeville, secrétaire du roi 1637, Bourgogne[réf. nécessaire], ANF (1973).
- Petriconi (de), maintenue 1774, Corse[réf. nécessaire], ANF (1980).
- Petyst de Morcourt, secrétaire du roi 1733-1753, Picardie[réf. nécessaire], ANF (1957).
- Peydière, (de Vèze), secrétaire du roi 1780-1786 (mort en charge), Auvergne[réf. nécessaire], ANF (1992).
- Peyrecave de Lamarque (de) et de Pomès, noblesse 1575, maintenue 1711, Gascogne[Jougla 75], ANF (2018).
- Peyronnet (de), secrétaire du roi 1722-1728 (mort en charge), comte en 1822, Guyenne[réf. nécessaire], ANF (1950).
- Peyroux (du), extraction 1519, Marche, Berry, Bourbonnais, Auvergne, Picardie[179], ANF (1954).
- Philip (de), secrétaire du roi 1768-1773 (mort en charge), Provence (Aix)[réf. nécessaire], ANF (1981).
- Philpin de Piépape, anoblie en 1749, Champagne[180], ANF (1961).
- Phily (de), Philix, Parlement de Dombes 1634, maintenue 1669, Lyonnais[Jougla 76],[180].
- Picot de Moras d'Aligny, ancienne extraction 1480, baron en 1820[réf. nécessaire], ANF (1946).
- Picot de Vaulogé et Picot de Peccaduc, extraction 1516, maintenue en 1715 et 1716, Bretagne, Mayenne, Autriche[Jougla 77],[181].
- Piédoüe d'Héritôt (de), extraction 1543, Normandie, Paris[182], ANF (1996).
- Pierre de Bernis (de), -et de Bernis de Marsac, -et de Bernis-Calvière, extraction chevaleresque 1378, honneurs de la Cour, Vivarais[183], ANF (1962).
- Pierrepont (de), ancienne extraction 1420, honneurs de la cour en 1782, Normandie[Jougla 78],[183].
- Piet de Beaurepaire, anoblie en 1689, Anjou[184].
- Pieyre et Pieyre Lacombe de Mandiargues, Empire, baron en 1810, confirmé en 1815, Languedoc[185], ANF (1968).
- Pillot de Chenecey de Coligny (de), Pillot comte de Coligny Chatillon (de) et Pillot Chantrans (de), anoblie (confirmée) 1494[a 54], marquis de Pillot-Chantrans (1780) pour une branche, comte du Saint-Empire (1761) pour la branche Pillot-Coligny, Franche-Comté[184], ANF (1938).
- Pin de La Guérivière (du) (alias Dupin de La Guérivière), même famille que Dupin de Saint-Cyr (q.v.), ancienne extraction 1433, maintenu 1667, vicomte 1828 (à titre personnel : éteint), Poitou, Bretagne[186], ANF (1954).
- Pin de Saint André (du), cour des aides de Bordeaux 1643, Rouergue[réf. nécessaire], ANF (1951).
- Pinczon du Sel, anoblie en 1476[a 54], Bretagne (Rennes)[LM 90], ANF (1957).
- Pindray d'Ambelle (de)[S 18],[a 55],[187], extraction chevaleresque 1388, maintenue 1667[188], Poitou, Périgord, Ile Bourbon.
- Pinel de Golleville, conseiller secrétaire du roi Maison et Couronne de France par L.P. du 12 septembre 1731[189], Bricquebec en Normandie[réf. nécessaire], ANF (2003)[190].
- Pinel de La Taule (de), certificat pour le service militaire (1785)[191], ou écoles militaires (1786), Aude[a 56].
- Pineton de Chambrun, ancienne extraction (1491), Gévaudan[réf. nécessaire], ANF (1977).
- Pinon et - Pinon de Quincy, conseiller secrétaire du roi, Maison et Couronne de France le 7 février 1547, conseiller au Parlement de Paris le 28 juin 1585, Berry, Orléanais et Île-de-France[réf. nécessaire], ANF (1964)[192].
- Pinoteau, Second Empire, baron en 1815 sans lettres patentes, titre confirmé par lettres patentes en 1869, Angoumois[réf. nécessaire], ANF (1945).
- Pins (de) - et de Pins de Caucalières, extraction chevaleresque 1362, maintenue de 1668, honneurs de la Cour, Guyenne, Languedoc[réf. nécessaire], ANF (1948).
- Pins-Montbrun (de), ancienne extraction 1427, honneurs de la Cour, Guyenne[Jougla 79].
- Pinsun (de), noblesse 1562, Béarn, Gascogne[réf. nécessaire], ANF (1975).
- Piochard de La Bruslerie, anoblie en 1743, Bourgogne[réf. nécessaire], ANF (1940).
- Pioger (de), ancienne extraction 1477, Bretagne[LM 91], ANF (1939).
- Piolenc (de), ancienne extraction 1484, Provence, Languedoc[réf. nécessaire], ANF (1940).
- Piton du Gault, extraction, maintenue de noblesse en 1666 par Messire de Chamillart, Normandie[193], ANF (2011).
- Plan de Sieyes de Veynes (de), extraction 1649, marquis de Sieyes en 1760, Dauphiné, Provence[Jougla 80].
- Planchard de Cussac (de), secrétaire du roi 1752, Limousin[réf. nécessaire], ANF (1975).
- Planet (de), capitoul de Toulouse 1700, Languedoc[réf. nécessaire], ANF (1981).
- Planta de Wildenberg (de), r.n.f. 1721, Suisse, Dauphiné[Jougla 81].
- Plas (des, extraction 1500, Quercy[réf. nécessaire], ANF (1942).
- Plessis d'Argentré (du), ancienne extraction 1425, maintenue en 1668 à Rennes, honneurs de la Cour, marquis en 1819, Bretagne (Ille-et-Vilaine)[a 57], ANF (1936).
- Plessis de Grenédan (du), ancienne extraction 1420, marquis en 1747, honneurs de la Cour, Bretagne (Saint-Malo)[LM 92], ANF (1969).
- Plessis de Pouzilhac (du) (alias Duplessis de Pouzilhac)[d 34], (charge inachevée au XVIIIe siècle)[a 58], Restauration, baron par L.P. de Louis XVIII en date du 14 août 1818, Vallabrègues en Languedoc, ANF (2002)[194].
- Plument de Bailhac (de), Écoles militaires 1788, Angoumois[réf. nécessaire], ANF (1981).
- Pluvié (de), extraction chevaleresque 1386, honneurs de la Cour, Bretagne (Vannes)[LM 93],[Note 63], ANF (1949).
- Pocquet de La Mardelle, Restauration, anoblie en 1823, Berry (Famille éteinte en ligne masculine)[a 57].
- Pocquet de Livonnière, Chambre des Comptes de Blois en 1767 (conseiller du roi mort en fonction) (1766-1767 et 1767-1775), Anjou[réf. nécessaire][195], ANF (1938).
- Poërier de Portbail (du), extractions 1550, Normandie[réf. nécessaire], ANF (1957).
- Poignand du Fontenioux et- de La Salinière, maire de Poitiers 1718, Poitou[réf. nécessaire], ANF (1943).
- Poilloüe de Saint-Périer (de) et - de Saint-Mars, ancienne extraction 1407, Beauce[réf. nécessaire].
- Poitevin de Fontguyon, anoblie en 1783, Angoumois (Rouillac)[réf. nécessaire], ANF (1980).
- Polignac (de), olim de Chalencon, extraction chevaleresque 1205, duc en 1780, honneurs de la Cour, une branche puinée est souveraine de la principauté de Monaco depuis 1949, Velay[a 59], ANF (1936).
- Pomereu d'Aligre (de), ancienne extraction 1485, marquis en 1717, Picardie, Île-de-France[réf. nécessaire], ANF (1956).
- Pommare (des), anoblie en 1585, Normandie (Montivilliers)[réf. nécessaire], ANF (1968).
- Pommereau (de), secrétaire du roi 1763-1768, Berry (Bourges)[réf. nécessaire], ANF (1966).
- Pompéry (de), extraction 1545, Picardie, Champagne[LM 94], ANF (1936).
- Poncelin de Raucourt, chambre des Comptes de Dôle 1724-1750, Franche-Comté[a 59], ANF (1953).
- Ponnat (de), ancienne extraction 1491, Dauphiné (Gap)[réf. nécessaire], ANF (1947).
- Pont de Compiègne (du), maintenue de noblesse 1667, preuves de noblesse délivrées le 6 septembre 1788 par Antoine Marie d'Hozier de Sérigny pour l'admission dans les Écoles Militaires, Béarn, Champagne, ANF (2013)[196].
- Pont de Ligonnès (du), extraction 1507, Vivarais[réf. nécessaire], ANF (1970).
- Pont de Romémont (du), secrétaire du roi 1779-1783 (mort en charge), Lorraine (Nancy)[Jougla 82], ANF (1992).
- Pontac (de), anoblie par L.P du 16 mai 1513[197], Béarn, Guyenne, ANF (1934).
- Pontavice (du) et - Vaugarny, Heussey, Renardières, extraction chevaleresque 1400, honneurs de la Cour, Bretagne, Normandie[LM 95],[198], ANF (1933).
- Pontevès d'Amirat (de), extraction chevaleresque 1213, honneurs de la Cour, duc de Sabran 1829 (sur réversion), Provence[réf. nécessaire], ANF (1948).
- Pontual (de), René (1607-1698) extraction chevaleresque 1400, Bretagne[LM 96].
- Pontville (de), arrêt du Conseil 1668 sur preuves de 1514, preuves pour Saint-Cyr 1686[réf. nécessaire] (sources non consensuelles, absente du « Valette »)
- Porcaro (de), ancienne extraction 1426, Bretagne (Saint-Malo)[LM 96],[Note 64], ANF (1964).
- Porée du Breil et - de la Touche, secrétaire du roi en 1730, Bretagne (Saint-Malo)[LM 97],[Note 65].
- Poret (de), ancienne extraction 1423, honneurs de la Cour, Normandie (Falaise)[réf. nécessaire], ANF (1951).
- Poret de Blosseville de Civille, Secrétaire du roi près la chancellerie du Parlement de Rouen le 20 novembre 1722[199], Conseiller au Parlement de Rouen le 16 janvier 1734, lettres d'honneurs 1753, Normandie[réf. nécessaire].
- Port de Loriol (du), anoblie (relief) en 1655, comte de Loriol en 1743, Bresse (Nantua)[réf. nécessaire], ANF (1992).
- Port de Pontcharra (du), anoblie en 1612, Savoie, Dauphiné[200], ANF (1945).
- Portalis, anoblie par L.P. de mai 1723[201], noblesse d'Empire 1808, comte en 1809, pair de France héréditaire en 1819 (L.P. de baron-pair en 1820), Provence[202], ANF (1939).
- Portes (de), extraction 1547, marquis en 1747, Hérault, Toulouse[Jougla 83] (éteinte en ligne masculine).
- Portier de Villeneuve (de), anoblie en 1651, Champagne, Lorraine[a 60].
- Postel (de), ancienne extraction 1478, Normandie[réf. nécessaire], ANF (1945).
- Postis du Houlbec (de), anoblie (franc fief) en 1470, Maintenue de noblesse en 1669, Normandie[réf. nécessaire], ANF (2010)[203].
- Potet de Cruzilles (du), extraction, maintenue en 1702, Bourgogne, Champagne[Jougla 84].
- Potier (de), extraction, maintenue 1702, comte en 1816, Bourgogne, Champagne[réf. nécessaire], ANF (1979).
- Potier de Courcy, Pol (1815-1891), ancienne extraction 1486, Normandie[LM 98], ANF (1937 et 1943).
- Potier de La Houssaye, mêmes armes que la famille Potier de Courcy[a 61], maintenue en 1788[a 61], Bretagne (Saint-Malo), ANF (1943).
- Potier de La Varde, extraction 1586, Normandie[Jougla 85].
- Pougeard du Limbert, Empire, baron en 1810, confirmé en 1817, Angoumois[réf. nécessaire], ANF (1969).
- Pouget (du), extraction 1555, Périgord[réf. nécessaire], ANF (1936).
- Pouget de Nadaillac (du), ancienne extraction 1416, marquis en 1860, Quercy, Périgord[réf. nécessaire], ANF (1947).
- Pouilly (de) et - Mensdorff Pouilly (de), extraction chevaleresque 1397, Lorraine[réf. nécessaire], ANF (1968).
- Poujol de Molliens, secrétaire du roi 1765-1777 (mort en charge), Picardie[réf. nécessaire], ANF (1967).
- Poulain de La Fosse-David, extraction, maintenue 1669, Bretagne[LM 99],[Note 66], ANF (1957).
- Poulpiquet du Halgouët et de Brescanvel (de), extraction chevaleresque 1395, honneurs de la Cour 1788, Bretagne[LM 100], ANF (1938).
- Pourailly, Second Empire, baron en 1865, Béarn[réf. nécessaire].
- Pourroy de Lauberivière de Quinsonas (de) et- de Quinsonas Oudinot, anoblie en 1609, (une branche a relevé Oudinot en 1956), Dauphiné[réf. nécessaire], ANF (1949).
- Pous (de), capitoul de Toulouse 1756, Toulouse[Jougla 86].
- Poute de Puybaudet, ancienne extraction 1427, Poitou[réf. nécessaire], ANF (1971).
- Poutier de Sone (de), Parlement de Dole 1595, Franche-Comté[réf. nécessaire], ANF (1998).
- Poyen Bellisle (de), anoblie en 1770, Guyenne, Guadeloupe[réf. nécessaire], ANF (1985).
- Poyferré de Cère (de), extraction 1568, baron en 1815, Bigorre, Armagnac[réf. nécessaire], ANF (1975).
- Pozzo di Borgo, noblesse 1629, maintenue en 1774 par le conseil supérieur, Corse[a 62].
- Pracomtal (de) , ancienne extraction 1443, honneurs de la Cour, Nivernais[réf. nécessaire], ANF (1948).
- Pracontal (de), lettres de relief 1681[a 62], confirmation de noblesse d'ancienne extraction le 27 novembre 1730, Dauphiné, Normandie, ANF (2004)[204].
- Pradel de Lamaze (de) (alias Lamase), anoblie (confirmé) en 1700[a 62], Limousin (Uzerche), ANF (1934).
- Pradier d'Agrain (de), anoblie 1652, marquis en 1828, Velay, Bourgogne[réf. nécessaire], ANF (1945).
- Prat (de), admission aux états de Béarn en 1774[réf. nécessaire], ANF (1979).
- Pré de Saint-Maur (du), Chambre des Comptes de Paris 1513, Brie[réf. nécessaire], ANF (1955).
- Préaulx (de), ancienne extraction 1451, maintenue 1669, Touraine[Jougla 87].
- Préval (de), baron de l'Empire en 1808, vicomte en 1818, Franche-Comté[réf. nécessaire].
- Préveraud de Laubepierre de Vaumas, secrétaire du roi 1728-1749, la branche de La Boutresse est de noblesse inachevée, Bourbonnais[Jougla 88],[a 62], ANF (1938).
- Préveraud de Sonneville, échevin d'Angoulême 1656, Angoumois[a 63].
- Prévost de La Boutetière, extraction 1556, Poitou[réf. nécessaire], ANF (1968).
- Prévost de Sansac de Traversay, extraction chevaleresque 1375, honneurs de la Cour, Poitou[LM 101], ANF (1938).
- Provenchères (de), secrétaire du roi 1762, Auvergne[réf. nécessaire], ANF (1958).
- Prudhomme de La Boussinière (branche aînée) et Prudhomme de La Boussinière (de) (branche cadette), anoblie par lettres patentes en 1825 (branche aînée)[205],[206] et secrétaire du roi (1782-1790)[a 63],[207] ou noblesse inachevée[205],[206] (branche cadette) (noblesse non consensuelle pour la branche cadette), Maine (Le Mans).
- Prunelé (de), extraction chevaleresque, honneurs de la Cour, Beauce[réf. nécessaire], ANF (1934).
- Puget de Cabassole du Réal de Barbentane (de), anoblie en 1443, marquis en 1862, honneurs de la Cour, Provence[a 64], ANF (1940).
- Pujo de La Fitole (de), déchargé du droit de franc-fief à l'intendance de Montauban le 7 mai 1694, marquis de Lafitole par L.P. de mars 1741[208], Lafitole en Béarn, Bigorre (Vie), ANF (1977).
- Puniet de Parry (de), extraction, maintenue 1675, Quercy[Jougla 89].
- Putecotte de Renéville, noblesse prouvée 1615, Normandie, Dauphiné[réf. nécessaire], ANF (1967).
- Puton, anoblie en 1786, Baron en 1813 pour une branche éteinte, Lorraine (Remiremont)[a 65],[a 66].
- Puy de Clinchamps (du)[d 35], ancienne extraction 1400 (Valette)[a 64], 1486 (Chaix d'Est-Ange)[d 35], Barrois, ANF (1947).
- Puy de Goyne (du), maintenue 1766[Note 67], Lyonnais, ANF (1977).
- Puy-Montbrun (du) olim del Puech, extraction 1474, maintenue 1668[a 65], Languedoc (Albi), ANF (1969).
- Puybusque (de), capitoul de Toulouse 1482, Languedoc[a 64], ANF (1987).
- Puyou de Pouvourville, capitoul de Toulouse 1695, Languedoc, Alsace[réf. nécessaire], ANF (1975).

- Haut – A
- B
- C
- D
- E
- F
- G
- H
- I
- J
- K
- L
- M
- N
- O
- P
- Q
- R
- S
- T
- U
- V
- W
- X
- Y
- Z

## Q
- Quarré de Boiry, anoblissement par lettres (roi d'Espagne) 1627, lettres de chevalerie 1723, Artois[Jougla 90], ANF (1975).
- Quarré de Château-Regnault d'Aligny, anoblie (relief) 1615, Bourgogne[Jougla 91], ANF (1970).
- Quarré de Verneuil, Chambre des Comptes de Dole 1769-1771, Bourgogne[réf. nécessaire].
- Quatrebarbes (de), extraction chevaleresque 1291, honneurs de la Cour, Anjou, Maine[réf. nécessaire], ANF (1938).
- Quelen (de), Jean-Claude-Louis (1725-1802), Hyacinthe-Louis (1778-1839), Amable (1773, 1840), extraction chevaleresque 1379, honneurs de la Cour 1777, Baron 1810, Bretagne (Cornouaille)[LM 102],[Note 68], ANF (1972).
- Quemper de Lanascol, ancienne extraction 1413, Bretagne (Tréguier)[LM 103],[Note 69], ANF (1961).
- Quengo de Tonquédec (de), extraction chevaleresque 1390[a 67], maintenue en 1669 à Rennes, honneurs de la Cour en 1765 et 1782, Bretagne[18], ANF (1949).
- Quentin de Coupigny, extraction, maintenue en 1605, Normandie (Cotentin)[a 68].
- Quesnel, secrétaire du roi 1781-1787, Normandie (Rouen)[Jougla 92], ANF (1956).
- Quétier de Saint-Éloy, extraction, maintenue 1670, Bretagne[LM 104],[Note 70], ANF (1995).
- Queylar (de) (olim du Caylar), ancienne extraction, maintenue 1668, Languedoc, Provence[réf. nécessaire], ANF (2018).
- Quirot de Poligny, Chambre des comptes de Dole 1722-1732 [a 69], Bourgogne, ANF (1992).

- Haut – A
- B
- C
- D
- E
- F
- G
- H
- I
- J
- K
- L
- M
- N
- O
- P
- Q
- R
- S
- T
- U
- V
- W
- X
- Y
- Z

## R
- Rabaudy-Montsoussin (de), Parlement de Toulouse 1567, capitoul 1659, Languedoc[Jougla 93].
- Rabusson Corvisart, baron de l'Empire 1813, Bourbonnais[réf. nécessaire], ANF (1936).
- Rafélis de Broves (de), maintenue de noblesse par Belleguise le 12 janvier 1669, Provence[209], ANF (2014).
- Rafélis de Saint-Sauveur (de) - et - Raphélis-Soissan (de), conseiller en la chambre des comptes de Montpellier en 1553, honneurs de la Cour en 1766, baron de l'Empire par L.P. du 25 mars 1810, Provence, ANF (2014).
- Raffin de La Raffinie, extraction 1504, Auvergne[réf. nécessaire], ANF (1962).
- Raguenel de Montmorel (de), Restauration, anoblie (maintenue) en 1819[a 70], Bretagne, ANF (1994).
- Raguet de Brancion de Liman (de), extraction 1567, comte en 1861 pour une branche éteinte, Lorraine[réf. nécessaire], ANF (1962).
- Raigniac (de), extraction 1517, Guyenne, Agenais[réf. nécessaire], ANF (1980).
- Raincourt (de), extraction chevaleresque 1331, marquis en 1719, honneurs de la Cour, Franche-Comté, Champagne[réf. nécessaire], ANF (1950).
- Raison du Cleuziou, extraction 1531, Bretagne[LM 105], ANF (1998).
- Ramel (de), anoblie en 1819, Languedoc[réf. nécessaire], ANF (1935).
- Ramey de Sugny (de), extraction, maintenue 1617, Forez[réf. nécessaire], ANF (1933).
- Ramolino de Coll'Alto, Second Empire, comte 1870, Corse[Jougla 94].
- Rancourt de Mimérand (de), anoblie en 1826, Berry, ANF (1974).
- Rangot (de), maintenue 1672, Poitou[210][réf. à confirmer].
- Rarécourt de La Vallée de Pimodan (de) (autrefois Henriet), anobli par reprise de noblesse maternelle en 1581, honneurs de la Cour 1766, duc romain 1860, Lorraine[a 71], ANF (1950).
- Rasilly (de), extraction chevaleresque 1223, Touraine[réf. nécessaire], ANF (1938).
- Rasque de Laval (de), extraction 1559, maintenue 1704, Provence (Castellane)[réf. nécessaire], ANF (1987).
- Ravel d'Esclapon (de), secrétaire du roi 1675, Provence, ANF (1944).
- Ravinel (de), anoblie en 1664, baron du Saint-Empire 1755, Anjou, Lorraine[Jougla 95], ANF (1988).
- Raviot de Saint-Anthost, secrétaire du roi 1672-1693, Bourgogne (Dijon)[réf. nécessaire], ANF (1945).
- Raymond (de), confirmé en 1757 (décharge de franc-fief), Rouergue[réf. nécessaire], ANF (1963).
- Raymond-Cahuzac (de), anoblie (confirmé) en 1769, Languedoc (Castelnaudary)[Jougla 96].
- Réau de La Gaignonnière (du), anoblissement 1725[a 64] (anoblie par lettres patentes du 26 août 1670 enregistrées le 29 mai 1725)[211], Berry, Anjou, Touraine, ANF (1979).
- Reboul (de), extraction 1548, maintenue 1669, Languedoc, Saintonge[212], ANF (1965).
- Regnard de Lagny, Empire, baron en 1814 (confirmé en 1816), Île-de-France (La-Ferté-sous-Jouarre)[a 64].
- Regnauld de Bellescize (de), Parlement de Dombes 1597, maintenue 1667, Lyonnais[réf. nécessaire], ANF (1980).
- Regnauld de La Soudière, extraction chevaleresque 1213, Angoumois[réf. nécessaire], ANF (1981).
- Regnault de Bouttemont, extraction 1575, maintenue 1701, Normandie[Jougla 97].
- Regnouf de Vains, anoblie en 1816, Normandie[réf. nécessaire], ANF (1974).
- Reich de Reichenstein, ancienne extraction 1258, maintenue 1504, baron 1773, Alsace[réf. nécessaire], ANF (1975).
- Reille et -Soult de Dalmatie, comte de l'Empire 1808, pair de France héréditaire avec pairie instaurée sous le titre de baron 1815-1831, une branche cadette relève Soult de Dalmatie en 1910, Provence[réf. nécessaire], ANF (1947).
- Reinach Foussemagne (de) -, Wert, - et, Hirtzbach, extraction chevaleresque 1210, baron de Reinach Foussemagne et du Saint-Empire 1635, comte de Granvelle Foussemagne et du Saint-Empire 1718, Alsace[213], ANF (1937).
- Rémond du Chelas (de), Chambre des Comptes de Grenoble 1675, Dauphiné, Bretagne (Langoëlan)[LM 106].
- Remÿ de Campeau, secrétaire du roi 1747-1767, Flandre[réf. nécessaire], ANF (1936).
- Remy de Courcelles (de), ancienne extraction 1495, Normandie[réf. nécessaire], ANF (1995).
- Renaud d'Avène des Méloizes, marquis de Fresnoy en 1767, maintenue en 1785, Nivernais, Québec, Oise[214], ANF (1946). (éteinte en ligne masculine).
- Renepont de Vicq (de), secrétaire du roi par provision du 12 août 1708[215] (1708-1710), déchargé du droit de franc fief le 25 juillet 1765, Barrois[réf. nécessaire], ANF (1950).
- Renouard de Bussière, secrétaire du roi (1778-1790), baron en 1828. Vicomte en 1827 pour une branche éteinte, Berry[Jougla 98].
- Renty (de), baron en 1828, Flandre[réf. nécessaire], ANF (1970).
- Renusson d'Hauteville (de), anoblie en 1703, révoqué en 1715, conseiller secrétaire du roi en 1777 près la chancellerie de la Cour des Aides de Clermont-Ferrand, mort en charge, Maine[Jougla 99].
- Rességuier (de), anoblissement graduel au XVIIe siècle par la charge de conseiller au parlement de Toulouse[216], comte et marquis 10 décembre 1652, maintenue noble 29 avril 1667 et 23 janvier 1698[S 19], Rouergue[Jougla 100], Toulouse, ANF (2016).
- Retz de Servies (de), extraction 1525, Gévaudan[réf. nécessaire], ANF (1984).
- Revel du Perron (de), cour des comptes de Grenoble, 1644, Dauphiné[217],[a 72].
- Reversat de Célès de Marsac (de), anoblissement charge graduelle de conseiller au parlement de Toulouse (1681-XVIIIe siècle), Gévaudan[réf. nécessaire].
- Reviers de Mauny (de), ancienne extraction 1469, maintenue 1634, Normandie, Orléanais[218], ANF (1948).
- Reydet de Vulpillières (de), anoblissement en 1560, Savoie[Foras 15], ANF (1987).
- Reynold de Seresin, Parlement de Dombes 1732-1752, Dauphiné[réf. nécessaire], ANF (1981).
- Riberolles (de), secrétaire du roi 1736-1762, Auvergne (Thiers)[réf. nécessaire], ANF (1998).
- Ribes (de), secrétaire du roi 1764, comte en 1816, Languedoc, Paris[réf. nécessaire], ANF (1952).
- Ribier (de), ancienne extraction 1428, Auvergne[Jougla 101], ANF (1939).
- Richard de La Tour, extraction 1517, Poitou[LM 107], ANF (1948).
- Richard de Soultrait, Chambre des Comptes de Dole 1745-1748, Valréas en Provence, Nivernais[a 73], ANF (1944).
- Richard de Vesvrotte, anoblie en 1561, Bourgogne[219][réf. à confirmer], ANF (1955).
- Richer de Forges, anoblie en février 1472 et maintenue noble en 1666[Jougla 102],[S 20],[LM 108],[Note 71], Normandie, Bretagne (anoblie en 1742 selon Régis Valette)[a 74], ANF (1995).
- Richoufftz de Manin (de), ancienne extraction en Allemagne, r.n.f. 1599, Artois[réf. nécessaire], ANF (1934).
- Riencourt (de), extraction chevaleresque 1206, honneurs de la Cour, marquis en 1860, Picardie[réf. nécessaire], ANF (1953).
- Rieu de Séverac, et - de Maynardier (du), maintenues 1699 (sgrs de Séverac) et 1784 (sgrs de Maynardier), Rouergue, Périgord[Jougla 103].
- Rieux de la Villoubert (des), secrétaire du roi 1747 confirmé en 1816, Bretagne (Nantes)[réf. nécessaire], ANF (1974).
- Rigal (de) (de Peuchmartin), extraction, Agenais, Auvergne[220], ANF (2000).
- Rimonteil de Lombares (de), ancienne extraction, Agenais[réf. nécessaire], ANF (1937).
- Riols de Fonclare (de), maintenue en 1753, Languedoc, Auvergne[réf. nécessaire], ANF (1981).
- Rioult de Neuville, ancienne extraction 1453, marquis en 1825, Normandie[LM 109],[Note 72], ANF (1983).
- Rioust des Villes-Audrains de Largentaye, Restauration, anoblie en 1816, Bretagne[LM 110], ANF (1935).
- Ripert d'Alauzier (de), ancienne extraction 1443, Dauphiné, Comtat Venaissin[221], ANF (1975).
- Riquet de Caraman (de) et- de Caraman-Chimay, anoblie en 1666, honneurs de la Cour, duc en 1830, Languedoc (Béziers), Toulousain, Ile-de-France, Belgique[Jougla 104], ANF (1938).
- Riston, secrétaire du roi 1775-1785 (mort en charge), Lorraine[réf. nécessaire], ANF (1949).
- Rivals de Boussac et - de Mazères (de), ancienne extraction 1403, Languedoc[réf. nécessaire], ANF (1956).
- Rivérieulx de Varax (de) et Rivérieulx de Chambost de Lépin (de), anoblissement par charge de secrétaire du roi le 12 avril 1719, Bourbonnais puis Lyonnais, Beaujolais, Bresse et Savoie[Jougla 105], ANF (1935).
- Rivière (de), anoblie en 1822, baron, Vivarais[réf. nécessaire], ANF (1949).
- Rivoire de La Batie (de), extraction chevaleresque 1288, Dauphiné[222],[a 75].
- Robert (des), extraction 1542, Languedoc, Lorraine[réf. nécessaire], ANF (1933).
- Robert de Boisfossé, extraction, maintenue de noblesse à l'intendance du Poitou par Barentin le 24 septembre 1667[223], Poitou, ANF (1975).
- Robert Hautequère (de), maintenue 1698, Comté de Foix[réf. nécessaire], ANF (1991).
- Robert de Lézardière, ancienne extraction 1465, Poitou[LM 111],[Note 73], ANF (1970).
- Robert de Saint Victor, Parlement de Rouen 1670 et 1758, Normandie[Jougla 106].
- Robert de Saint-Vincent, chambre des comptes de Paris 1701, vicomte en 1818 sur réversion d'un titre de 1817, Île-de-France[réf. nécessaire], ANF (1996).
- Robien (de) (olim Gautron), extraction chevaleresque 1389, honneurs de la Cour, Bretagne[LM 112],[Note 74], ANF (1975).
- Robillard de Beaurepaire (de), secrétaire du roi 1727, Normandie[réf. nécessaire], ANF (1975).
- Robillard de Magnanville, Empire, baron sur institution de majorat par L.P. du 22 octobre 1810[224], confirmé par L.P. du 14 décembre 1822, Flandre[réf. nécessaire], ANF (1948).
- Robin de Barbentane (de), ancienne extraction 1479, marquis en 1862, Provence[réf. nécessaire], ANF (1946).
- Robineau de Rochequairie, ancienne extraction 1432, Bretagne, Poitou[LM 113],[Note 75], ANF (1967).
- Robinet de Cléry, anoblie en 1823, Lorraine[réf. nécessaire], ANF (1977).
- Robinet de Plas, extraction 1500, maintenue 1667-1697, preuves pour École militaire 1778 et 1781, Angoumois, Périgord[réf. nécessaire], ANF (1964).
- Robuste de Laubarière, Maison royale de Saint-Louis 1751, Angoumois[réf. nécessaire], ANF (1997).
- Rocca-Serra (de), extraction 1556, maintenue 1772, Corse[Jougla 107].
- Rochechouart (de), extraction chevaleresque 980 (nom apparu 1037), duc de Mortemart en 1650 (branche cadette), honneurs de la Cour, Limousin[a 76],[LM 114], ANF (1939).
- Rochefort (de), extraction 1510, Forez[réf. nécessaire], ANF (1939).
- Rocher de La Baume Dupuy-Montbrun, Second Empire, comte en 1868, Dupuy-Montbrun par décret de 1866, Vivarais[a 77], ANF (1981).
- Rochette de Lempdes, secrétaire du roi 1650-1671, Auvergne[225], ANF (1955).
- Rocoffort de Vinnière, échevin de Lyon 1766, Lyonnais[réf. nécessaire], ANF (1954).
- Rocquigny du Fayel (de), extraction 1540, Normandie, Picardie[LM 115],[Note 76], ANF (1938).
- Rodellec du Porzic (de), ancienne extraction 1486, Bretagne (Finistère)[LM 116],[Note 77], ANF (1981).
- Rodez Bénavent (de) (anciennement de Bénavent sans preuve de rattachement aux comtes de Rodez), extraction médiévale 1278 mais filiation suivie 1507, honneurs de la Cour en 1784 (date du changement de nom et d'armoiries)[d 36], Rouergue, ANF (1938).
- Rodorel de Seilhac (de), ancienne extraction 1478, Quercy, Limousin[226], ANF (1935).
- Roederer, dispense du Marc d'or 1780, comte de l'Empire par L.P. du 21 décembre 1808, Lorraine[a 77].
- Roffignac de Sannat (de), extraction chevaleresque 1385, Limousin[réf. nécessaire], ANF (1953).
- Roger de Villers, secrétaire du roi 1742-1765, Île-de-France[réf. nécessaire], ANF (1972).
- Rogon de Carcaradec, extraction 1551, Bretagne[LM 117],[Note 78], ANF (1993).
- Rohan (de), extraction chevaleresque 1008, prince de Guéméné 1570, duc de Montbazon 1588, duc de Bouillon 1816, Bretagne, Autriche[227], États-Unis.
- Rohan-Chabot (de) (olim Chabot), extraction chevaleresque 1269, duc de Rohan en 1648, honneurs de la Cour, Poitou, Paris[a 75], ANF (1936).
- Roll-Montpellier (de), admis aux États de Navarre (1720), Navarre[réf. nécessaire], ANF (1973).
- Rolland (de) et Dalon, ancienne extraction 1459, marquis Dalon en 1867, Guyenne[réf. nécessaire], ANF (1952).
- Rolland de Blomac et du Roquan, anoblie en 1777, baron de Blomac et de l'Empire en 1814, baron héréditaire 1818, Languedoc[Jougla 108].
- Rolland de Chambaudoin d'Erceville, secrétaire du roi 1691-1718, comte en 1770, (même famille que la précédente), Languedoc[réf. nécessaire], ANF (1949).
- Rolland du Noday, ancienne extraction 1464, Bretagne[LM 118],[Note 79], ANF (1950).
- Rolland de Rengervé, extraction chevaleresque 1373, Bretagne[LM 119],[Note 80], ANF (1949).
- Rolland du Roscoät, extraction chevaleresque 1373, Bretagne[LM 120],[Note 81], ANF (1937).
- Rolland de Villard-Sallet (de), extraction 1563, Savoie[Foras 16], ANF (1954).
- Romain (de), maire d'Angers en 1743, comte à titre personnel 1825, Anjou[Jougla 109].
- Romance (de), r.n.f. 1639, Liège, Acy-Romance, Champagne[LM 121],[Note 82], ANF (1954).
- Romand (de), secrétaire du roi 1707, Dauphiné[réf. nécessaire], ANF (1966).
- Romanet de Beaune (de), anoblie en 1644, Limousin[réf. nécessaire], ANF (1935).
- Romanet du Caillaud, secrétaire du roi XVIIIe siècle à Aix (confirmé en 1771), Limousin[réf. nécessaire], ANF (1990).
- Romans (de), extraction 1530, Touraine, Anjou[réf. nécessaire], ANF (1975).
- Ronseray (de), baron en 1818, Bretagne, Saint-Domingue[LM 122],[Note 83].
- Roquefeuil (de), - du Bousquet, - Montpeyroux, et - Cahuzac, olim de Blanquefort, extraction chevaleresque 1393, honneurs de la Cour, Rouergue, Bretagne[Jougla 110], ANF (1938).
- Roquemaurel (de), ancienne extraction 1420, Auvergne[228], ANF (1940).
- Roquemaurel (de), extraction 1552, Languedoc[réf. nécessaire], ANF (1940).
- Roquette-Buisson (de), capitoul de Toulouse 1466, Languedoc, Guyenne[réf. nécessaire], ANF (1992).
- Rorthais (de) ou Rorthays (de), ancienne extraction 1497, Poitou[réf. nécessaire], ANF (1936).
- Rosel de Saint-Germain (du), ancienne extraction 1463, Normandie, ANF (1985).
- Rotalier (de), anoblie en 1737, Franche-Comté[229], ANF (1938).
- Roton (de), anoblie en 1724, Lorraine[réf. nécessaire], ANF (1933).
- Rotours (des), ancienne extraction 1448, Normandie[réf. nécessaire], ANF (1947).
- Roüalle (de), secrétaire du roi 1699, Paris[réf. nécessaire], ANF (1939).
- Roubin (de), anoblie en 1677, Languedoc (Nîmes), baron en 1819[a 78].
- Rougé (de), olim des Rues, extraction chevaleresque, filiation 1375, marquis en 1825, honneurs de la Cour, Bretagne, Anjou[LM 123], ANF (1938).
- Rouget de Gourcez, maire de Niort 1728, Poitou[a 79].
- Rouilhan (de), secrétaire du roi 1729-1731, Armagnac[réf. nécessaire], ANF (1980).
- Rouillé d'Orfeuil, secrétaire du roi 1679-1694 (mort en charge), honneurs de la Cour, baron en 1810 (confirmé en 1815), Île-de-France[réf. nécessaire], ANF (1954).
- Roulhac de Rochebrune, capitoul de Toulouse 1747, Limousin[réf. nécessaire], ANF (1954).
- Roullet de La Bouillerie, branche ainée : Empire, baron en 1810 ; branche cadette : Restauration, anoblie en 1816; Maine[réf. nécessaire], ANF (1936).
- Roure de Beaujeu (du), anoblie (confirmé) en 1758[230], Bas-Languedoc (Nîmes)[a 80], ANF (1954).
- Rousiers (de), maintenue en 1599, admission au collège militaire de Pontlevoy le 7 mars 1788, Saint-Brice-sur-Vienne en Limousin[231], ANF (1989).
- Roussel de Courcy, anoblie en 1745, marquis en 1749, Orléanais (Chartres)[réf. nécessaire], ANF (1943).
- Roussel de Préville (de), extraction 1516, Picardie[réf. nécessaire], ANF (1943).
- Roussy de Sales (de), secrétaire du roi 1704, marquis 1821 (relève le nom de l'ancienne famille de Sales, Savoie[Foras 17].
- Rouvroy de Saint-Simon (de), extraction chevaleresque 1334, duc de Saint-Simon en 1635 pour une branche éteinte, honneurs de la Cour, Picardie, Ile-de-France[LM 124],[Note 84], ANF (1953).
- Roux (de), extraction 1546, maintenue le 13 janvier 1671, Languedoc, Provence[a 79], ANF (1963).
- Roux (de), anoblie en 1772, Provence[réf. nécessaire], ANF (1967).
- Roux de Bézieux, échevin de Lyon 1769, Lyonnais[réf. nécessaire], ANF (1989).
- Roux de Chevrier de Varennes de Bueil (du), ancienne extraction 1404, honneurs de la Cour, comte en 1827, Brie[réf. nécessaire], ANF (1963).
- Roux de Reilhac, ancienne extraction 1454, Périgord, Limousin, Poitou[Jougla 111], ANF (1951).
- Rovira (de), bourgeois honoré de Perpignan 1689[232], Roussillon, ANF (1936).
- Roy de Lachaise, anoblie (confirmé) en 1698, Bourbonnais[réf. nécessaire], ANF (1991).
- Royer Dupré (de), L.P. du 31 mai 1817 du roi Louis XVIII accordant la noblesse héréditaire avec règlement d'armoiries à Joseph Étienne Royer Dupré[233], Grenoble en Dauphiné[réf. nécessaire], ANF (2008)[234].
- Royère (de), extraction chevaleresque 1384, maintenue de noblesse à l'intendance de Limoges par l'Aguesseau en 1666, Royere en Limousin, Périgord[réf. nécessaire][235], ANF (1938).
- Roys d'Eschandelys (des), extraction chevaleresque 1253[236], maintenue de noblesse à l'intendance d'Auvergne le 3 août 1667 par Bernard de Fortia[237], honneurs de la Cour en 1785[238], Le Puy-en-Velay, Auvergne[réf. nécessaire], ANF (1934). (Famille éteinte en ligne masculine).
- Roys de Lédignan Saint-Michel (de), extraction 1530, Lédignan, Bas-Languedoc[réf. nécessaire], ANF (1938).
- Rozières (de), anoblie (confirmé) en 1711[a 78] (comme descendant d'un "gentilhomme de Laveline", village dont tous les habitants furent anoblis collectivement en 1476)[a 78], Lorraine, ANF (1948).
- Ruault des Courchamps, extraction 1568, Normandie[réf. nécessaire], ANF (1961).
- Rudelle (de), Conseiller secrétaire du roi par lettres patentes du 10 juillet 1751[239], Cassagnes-Bégonhès en Rouergue, ANF (2005)[240].
- Ruffo de Bonneval de La Fare, olim Roux, anoblie en 1732, marquis de la Fare en 1768[a 81], autorisé en 1814 et 1815 à substituer le nom "Ruffo" à celui de "Roux"[Jougla 112], Marseille, Belgique (famille éteinte en France mais subsistante en Belgique).
- Ruinart de Brimont, secrétaire du roi (1777-1790), anobli par lettres le 21 juin 1817, vicomte héréditaire par L.P. du 17 mars 1827[241], Champagne[LM 125],[Note 85], ANF (1985).
- Russon (de), extraction, maintenue en 1668, Anjou[réf. nécessaire], ANF (1985).
- Ruty, Empire, baron en 1808, comte en 1813, Franche-Comté[réf. nécessaire], ANF (1979)[242].
- Ryard de Parcey, Chambre des comptes de Dole 1745, lettres d'honneur le 26 mars 1766[243], France-Comté[réf. nécessaire], ANF (1947).

- Haut – A
- B
- C
- D
- E
- F
- G
- H
- I
- J
- K
- L
- M
- N
- O
- P
- Q
- R
- S
- T
- U
- V
- W
- X
- Y
- Z

## S
- Sabatier de Lachadenède, anoblie en 1780, baron en 1810, Vivarais[a 81], ANF (1934).
- Sabbathier de Lafontan (de), Restauration anoblie en 1825, Gascogne[Jougla 113][réf. à confirmer].
- Sablon du Corail (de), anoblie en 1757, Auvergne[a 82], ANF (1933).
- Saboulin Bollena (de) (olim Sabolin[244] et Saboulin)[245], un rameau cadet, éteint, se désista de la noblesse le 13 juillet 1667 en la personne de Jean-Baptiste de Sebolin, puis fut condamné en 1698[246], la branche de Signes, éteinte, fut maintenu noble en 1668[a 82],[246], la branche ainée, subsistante, secrétaire du roi en 1704 mort en charge[246], puis obtient des lettres de confirmation de leur noblesse d'extraction en 1747[247], Provence (Signes), ANF (1973).
- Sabran-Pontevès (de) (olim de Pontevès), extraction chevaleresque 1213, duc de Sabran le 18 juillet 1828[248], Provence[réf. nécessaire], ANF (1939).
- Sachy de Fourdrinoy (de), Trésorier à Amiens 1695, Picardie[a 82], ANF (1952).
- Sade (de), ancienne extraction 1302[249], honneurs de la Cour 1763 et 1766[78], Comtat Venaissin[réf. à confirmer], ANF (1974).
- Saguez de Breuvery, ancienne extraction 1431, maintenue en 1698, Champagne[a 82], ANF (1936).
- Saint Angel (de), Parlement de Bordeaux 1556, Périgord[a 82], ANF (1970).
- Saint-Exupéry (de), - de Castillon, ancienne extraction 1405, Périgord[réf. nécessaire], ANF (1948).
- Saint-Germain (de), ancienne extraction 1453, Normandie[a 82], ANF (1974).
- Saint-Gilles (de), extraction chevaleresque 1283, Bretagne[LM 126],[Note 86].
- Saintignon (de), ancienne extraction 1498, Lorraine[réf. nécessaire], ANF (1938)[250]
- Saint-John de Crèvecoeur (de), secrétaire du roi 1660, confirmation 1717, Normandie, Canada[Jougla 114],[Note 87][réf. à confirmer].
- Saint-Julien (de), extraction 1550, maintenue de noblesse par Laugeois le 11 novembre 1715, Armagnac[réf. nécessaire], ANF (2010)[251].
- Saint-Just d'Autingues (de), maintenue de noblesse en 1742, Flandre[a 83], ANF (1954).
- Saint Leger (de), ancienne extraction irlandaise, r.n.f 1783, Normandie, Angleterre, Irlande, Artois[réf. nécessaire], ANF (1951)[252].
- Saint Légier de La Sausaye (de), ancienne extraction 1421, Saintonge[réf. nécessaire], ANF (1951).
- Saint Martin (de), anoblie en 1591, Picardie[a 84], ANF (1976).
- Saint Meleuc (de), ancienne extraction 1480, Bretagne[LM 127],[Note 88], ANF (1985).
- Saint Méloir (de), ancienne extraction, maintenue en 1668, Bretagne[LM 128],[Note 89], ANF (1947).
- Saint Ours (de), extraction, maintenue en 1666, Périgord[réf. nécessaire], ANF (1991).
- Saint Pastou de Bonrepeaux (de), extraction chevaleresque 1397, maintenue de noblesse par Laugeois à l'intendance de Montauban le 26 décembre 1715, Saint-Pastou en Bigorre, Comminges[réf. nécessaire], ANF (1989).
- Saint Pern (de), extraction chevaleresque 1330, honneurs de la Cour, Bretagne[LM 129],[Note 90], ANF (1936).
- Saint-Phalle (de), extraction chevaleresque 1230, honneurs de la Cour, Bourgogne, Nivernais[réf. nécessaire], ANF (1935).
- Saint Pol (de), extraction chevaleresque 1340, Normandie[réf. nécessaire] et Vouzon, ANF (1946).
- Saint Priest d'Urgel (de), extraction chevaleresque 1334, Forez, Languedoc[S 21], ANF (1934).
- Saint-Quentin (de), ancienne extraction, maintenue noble le 2 mars 1668 sur preuves de 1450, Champagne[Jougla 115][réf. à confirmer].
- Saint-Savin (de), ancienne extraction, maintenue en 1715, Poitou[réf. nécessaire], ANF (1989).
- Saint Vincent (de) - et de Brassac, Restauration, baron en 1818, Languedoc[réf. nécessaire], ANF (1985).
- Sainte-Hermine (de), extraction chevaleresque 1383, honneurs de la Cour, Angoumois, Aunis[a 82].
- Sainte-Marie d'Agneaux (de), extraction chevaleresque 1393, honneurs de la Cour, Normandie[réf. nécessaire], ANF (1975).
- Saisy de Kerampuil (de), ancienne extraction 1446, honneurs de la Cour, Bretagne (Finistère)[Jougla 116][réf. à confirmer].
- Salaün de Kertanguy, ancienne extraction 1446. Branche éteinte : baron de l'Empire 1811, Bretagne[Jougla 117],[LM 130],[Note 91][réf. à confirmer].
- Salignac-Fénelon (de), ancienne extraction 1474, maintenue aux tailles à Poitiers le 9 juin 1599 par Charles Huault de Montmagny, preuves pour les Chevau légers le 10 août 1786, Fénelon, Haute Marche[253][réf. à confirmer].
- Salivet de Fouchecour (de), extraction 1531, maintenue par arrêt du Conseil d'État à Versailles le 29 avril 1785[254], Franche-Comté, Bourgogne[réf. nécessaire], ANF (2012)[255].
- Sallé de Chou, ou Sallé, baron de l'Empire 1810, Berry[réf. nécessaire], ANF (1968).
- Salles de Hys (de), cité 1675, anoblissement par lettres : baron (1862), Bigorre[réf. nécessaire], ANF (1990).
- Sallmard de Ressis (de), extraction chevaleresque 1333, Forez[réf. nécessaire], ANF (1940).
- Saltet de Sablets d'Estières, Restauration, anoblie en 1817, Gévaudan[a 85].
- Salteur de La Serraz, extraction 1507, marquis de Samoëns (1698), marquis de La Serraz (1784), Savoie[Foras 18], ANF (1992)[256].
- Saluces (de), issue des marquis de Saluces, lettres de légitimation en 1566[257], maintenues en 1601 et 1667, Saluces, Poitou[258][réf. à confirmer].
- Salvaing de Boissieu (de), olim Perrin de Boissieux, baron en 1821, Dauphiné[réf. nécessaire], ANF (1947).
- Salve-Villedieu (de), extraction, maintenue en 1668, Valensole, Provence[259][réf. à confirmer].
- Salviac de Vielcastel (de), ancienne extraction 1466, Périgord et Quercy[S 22],[Jougla 118], maintenue en 1666, baron de l'Empire le 6 octobre 1810[260], ANF (1991).
- Sambucy de Sorgue (de), capitoul de Toulouse 1745, baron en 1861, Rouergue[a 76], ANF (1953).
- Sanderet de Valonne, Chambre des comptes de Dole 1768, Franche-Comté[réf. nécessaire], ANF (1977).
- Sanglier de La Bastie (de), ancienne extraction, maintenue en 1635, Poitou, Touraine[réf. nécessaire], ANF (1980).
- Sanhard de La Fressange (de), anoblissement par lettres 1439, Velay, Vivarais[réf. nécessaire], ANF (1947).
- Sansonetti (de), maintenue par le Conseil Supérieur de Corse en 1771, Corse[réf. nécessaire], ANF (1991).
- Saporta (de), extraction 1595 (à confirmer), condamné comme faux noble 26/11/1667 (p. 574-575)[37], maintenue en 1668 (à confirmer), marquis en 1870, Provence, ANF (1938).
- Saqui de Sannes (de), extraction 1535, Provence[réf. nécessaire], ANF (1946).
- Sarcus (de), ancienne extraction 1410, Picardie[réf. nécessaire], ANF (1994).
- Sarrau (de), secrétaire du roi 1604-1626, Guyenne[réf. nécessaire], ANF (1981).
- Sarrieu (de), extraction 1502, Béarn, Comminges[a 86].
- Sarrut, Empire, baron en 1814, Foix[a 86].
- Sars (de), extraction 1561 (lettres de chevalerie : 1671), r.n.f. 1777 (école militaire), Hainaut[réf. nécessaire], ANF (1933).
- Sartiges (de), extraction chevaleresque 1362, honneurs de la Cour, Auvergne[réf. nécessaire], ANF (1953).
- Sartre (de), secrétaire du roi 1691, maintenue 1717, Languedoc, Saintonge[Jougla 119][réf. à confirmer].
- Sartz de Vigneulles (du), extraction 1516, Lorraine[Jougla 120], ANF (2024).
- Saulieu de La Chomonerie (de), confirmé noble et anobli en tant que besoin en 1653, Nivernais[réf. nécessaire], ANF (1940).
- Saulnier d'Anchald, anoblie en 1816, vicomte en 1828, Auvergne[Jougla 121], ANF (2018).
- Sault (du), secrétaire du roi 1592, Guyenne[réf. nécessaire], ANF (1988).
- Saunhac (de) et de Soniat du Fossat[réf. nécessaire], ancienne extraction 1418, Rouergue, Quercy, Agenais, Louisiane[a 86], ANF (2024).
- Sautereau du Part, Empire, baron en 1813, confirmé en 1818, Nivernais[réf. nécessaire], ANF (1979).
- Sauvage de Saint-Marc et - des Marches, Chambre des comptes de Dole 1758-1771, Bourgogne, Bugey[réf. nécessaire], ANF (1998).
- Sauvan d'Aramon (de), secrétaire du roi 1634-1655, baron d'Empire en Janvier 1814, Comtat Venaissin[réf. nécessaire], ANF (1946).
- Savenelle de Grandmaison (de) (alias Desavenelle)[261], maintenue dans ses privilèges de noblesse par L.P. du 4 décembre 1771, baron héréditaire par L.P. du 15 juin 1824, Péronne en Picardie[262][réf. à confirmer].
- Savignac (de), extraction 1516, Limousin[a 87], ANF (1975).
- Scey-Montbéliard (de), extraction chevaleresque[Jougla 122], ou ancienne extraction 1449[a 87], comte en 1649, honneurs de la Cour 1750, 1762 et 1786, Franche-Comté[263], ANF (1936).
- Schauenburg (de), extraction chevaleresque 1332, Alsace[réf. nécessaire], ANF (1946).
- Schmitz, Empire, baron en 1815 (confirmé en 1868), Lorraine[réf. nécessaire], ANF (1995).
- Schonen (de), ancienne extraction 1443, r.n.f. XVIIIe siècle, Suisse, Bretagne[Jougla 123],[a 88].
- Scitivaux de Greische (de), anoblie par L.P. du 29 juin 1819 avec règlement d'armoiries, Lorraine[264][réf. à confirmer].
- Scorbiac (de), Parlement de Toulouse au XVIIe siècle, baron en 1811, Quercy[265], ANF (1951).
- Scorraille (de), extraction chevaleresque 1168, Auvergne, Guyenne[a 89], ANF (1981).
- Scott de Martinville, extraction r.n.f., maintenue de 1671, Écosse, Bretagne[réf. nécessaire][réf. incomplète], ANF (1980).
- Sécillon (de), ancienne extraction 1464, Bretagne[LM 131][réf. à confirmer].
- Secondat de Montesquieu (de), trésoriers à Bordeaux 1544, Montesquieu, Guyenne[LM 132],[Note 92]. Une branche Secondat de Montesquieu (sans particule), ANF (1952).
- Sède de Lieoux (de), capitoul de Toulouse 1657, Languedoc[réf. nécessaire], ANF (1956).
- Ségogne (de), secrétaire du roi 1777-1790[a 82]ou noblesse inachevée[266],[S 23], Normandie (noblesse non consensuelle)[réf. à confirmer].
- Séguier, Chambre des comptes de Paris 1550, baron en 1809, Paris[a 87].
- Séguier (de), Parlement de Toulouse 1485, Toulouse[réf. nécessaire], ANF (1984).
- Seguin (de), capitoul de Toulouse 1762, Guyenne[réf. nécessaire], ANF (1965).
- Seguin de Broin, secrétaire du roi 1735-1755, Bourgogne[réf. nécessaire], ANF (1975).
- Seguin des Hons (de), Écoles Militaires 1787, baron en 1825, Languedoc[réf. nécessaire], ANF (1989).
- Seguin de Reyniès (de), extraction 1560, Reyniès, Gévaudan[réf. nécessaire], ANF (1962).
- Seguins Pazzis d'Aubignan (de), Seguins Cohorn de Vassieux (de), ancienne extraction 1409, marquis d'Aubignan en 1667, honneurs de la Cour, Provence, Comtat venaissin[réf. nécessaire], ANF (1949).
- Ségur (de), ancienne extraction 1435, honneurs de la Cour (relève Lamoignon par décret de 1860), Guyenne, Autriche[réf. nécessaire].
- Seissan de Marignan (de), secrétaire du roi 1753, Armagnac[réf. nécessaire], ANF (1981).
- Selle de Beauchamp (de), secrétaire du roi 1734, Provence[réf. nécessaire], ANF (1973).
- Selve de Sarran (de), olim La Selve, secrétaire du roi 1749, Limousin[267], ANF (1939).
- Senigon de Rousset de Roumefort du Cluzeau (de), anoblie en 1720, Périgord, Agenais[Jougla 124], ANF (2024).
- Sercey (de), ancienne extraction 1464, Bourgogne[Jougla 125], ANF (1947).
- Séré (de), anoblie en 1815, Comté de Foix[réf. nécessaire], ANF (1986).
- Séré de Rivières, capitoul de Toulouse 1723, Languedoc (Albi)[a 90].
- Serech d'Aurimont de Saint Avit (du), extraction, maintenue 1669, Quercy[réf. nécessaire], ANF (1972).
- Seroux (de), anoblie en 1717, Beauvaisis[réf. nécessaire], ANF (1994).
- Serre de Saint Roman (de), Chambre des comptes de Paris 1744, comte de Frégéville par LP de janvier 1766, et comte en 1817, Languedoc[réf. nécessaire], ANF (1954).
- Serres de Mesplès (de), cour des comptes de Montpellier 1609, Vivarais, Languedoc[réf. nécessaire], ANF (1937).
- Sers, Empire, comte en 1808, Languedoc (Albigeois)[a 90].
- Servan, échevin de Lyon 1763-1765, Lyonnais[a 91].
- Sesmaisons (de), extraction chevaleresque 1375, honneurs de la Cour, Bretagne[LM 133], ANF (1982).
- Seurrat de La Boulaye, échevin de Bourges au XVIe siècle, secrétaire du roi 1761-1780[a 91], Berry, Orlé.
- Séverac (de), extraction 1518, Rouergue, Languedoc (Lauragais)[réf. nécessaire], ANF (1936).
- Sevin, Sevin de Bandeville et- de Quincy (de), Chambre des Comptes de Paris (1587-1647). Il y a deux branches : la branche de Bandeville et la branche de Quincy[S 24] ; la tige de Segougnac s'est agrégée à la noblesse au XVIIe siècle et fait ses preuves pour les écoles royales militaires en 1783[S 24], Orléanais, Agenais, Ile-de-France[réf. à confirmer], ANF (1963).
- Seyssel-Cressieu (de), extraction 1522, Savoie, Bugey[Foras 19][réf. à confirmer], ANF (1947).
- Sèze (de), Restauration, Pair de France héréditaire avec pairie instituée sous le titre de Comte 1815-1831, démission personnelle de la pairie en 1830, titre néanmoins inscrit au registre du sceau en 1869, Guyenne. Seule la branche issue de Raymond de Sèze est titrée[268][réf. à confirmer],. ANF (1937) (pairie et titre sans anoblissement)
- Sicard, Cour des comptes de Montpellier 1746-1766 et 1759-1790, Languedoc[réf. nécessaire], ANF (1990).
- Silvestre (de), anoblie en 1741[réf. nécessaire], baron en 1826 [réf. nécessaire], Lorraine, Paris[réf. nécessaire], ANF (1962).
- Simard de Pitray, Conseiller Secrétaire du roi en la Chancellerie près le Parlement de Guyenne le 24 novembre 1699 (mort en charge), Simard en Bresse, puis Guyenne[269][réf. à confirmer].
- Siméon, noblesse d'Empire 1808, comte en 1818, Provence[réf. nécessaire], ANF (1970).
- Simon de La Mortière, noblesse d'Empire 1808, confirmé en 1821, Île-de-France[réf. nécessaire], ANF (1938).
- Simony (de), anoblie en 1571, Italie, Lorraine, Haute-Marne[a 92]. (éteinte en 1999 en ligne masculine).
- Sinéty (de), agrégé deuxième moitié du XVIe siècle (se reporter à la source, pages 589 à 590)[37], condamné ou désistement de noblesse le 9 juillet 1667[270], maintenue de noblesse d'extraction par Le Bret le 6 février 1708[271], marquis de Lurcy Lévis par L.P. d'août 1770, honneurs de la Cour en 1760, Apt en Provence[réf. à confirmer], ANF (1958).
- Sioc'han de Kersabiec, ancienne extraction 1426, Bretagne (Finistère)[LM 134],[Note 93], ANF (1973).
- Siriez de Longeville, anoblie en 1816, Boulonnais[réf. nécessaire], ANF (1962).
- Solages (de), olim d'Arjac, extraction chevaleresque 1382, Rouergue[réf. nécessaire], ANF (1939).
- Solan-Bethmale (de), extraction 1558, maintenue 1699[Jougla 126],[Note 94][réf. à confirmer].
- Solminihac (de), ancienne extraction 1417, maintenues 1699 et 1715, Périgord, Guyenne[Jougla 127][réf. à confirmer].
- Sommyèvre (de), ancienne extraction 1401, maintenue 1669, Champagne[Jougla 128][réf. à confirmer].
- Sonier de Lubac, Restauration, anoblie en 1829, Vivarais[a 93] (Famille éteinte en ligne masculine).
- Sorbiers de La Tourrasse (de), ancienne extraction 1434, maintenues 1634 et 1716, Touraine[Jougla 129][réf. à confirmer].
- Soualhat de Fontalard (de), extraction 1529, Auvergne[réf. nécessaire], ANF (1993).
- Souhy (de), (olim de Gouzian de Saint-Martin de Souhy) anoblie en 1663, confirmée en 1748 et 1773 (Lettres patentes de relief de surannation du 30 décembre 1773 enregistrées au Parlement de Bordeaux le 27 mars 1774, Béarn[réf. nécessaire], ANF (1980). (Famille éteinte en ligne masculine).
- Sourdeau de Beauregard, Grand-Conseil 1711-1741, Orléanais, Saumurois[a 94].
- Souris (de), extraction 1562, Corrèze[Jougla 130][réf. à confirmer].
- Soyres (de), une branche ajoute le nom de la famille éteinte Desmé de Chavigny, extraction, maintenue en 1660, Guyenne[réf. nécessaire], ANF (1939).
- Sparre (de), extraction chevaleresque 1170, comte en 1675 (en Suède), baron de l'Empire en 1811, Suède, France[réf. nécessaire], ANF (1938).
- Spens d'Estignols (de), Parlement de Bordeaux au XVIe siècle, Écosse, Guyenne[réf. nécessaire][272], ANF (1979).
- Stabenrath (de), Empire, baron en 1808, confirmé en 1816, Silésie, Normandie[réf. nécessaire], ANF (1936).
- Stadieu (de), anobli en 1816, Restauration[a 95]
- Stellaye de Baigneux de Courcival, ancienne extraction 1469, Maine[réf. nécessaire], ANF (1979).
- Suarès d'Almeyda (de), r.n.f. maintenue 1814, Portugal, Languedoc[Jougla 131][réf. à confirmer]..
- Suau de La Croix (du), ancienne extraction 1307, Dauphiné[Jougla 128][réf. à confirmer].
- Suchet d'Albufera, Empire, comte en 1808, duc d'Albufera en 1813, Lyonnais[réf. nécessaire], ANF (1954).
- Suisse de Sainte Claire, Empire, chevalier en 1810, baron en 1814, Lorraine[réf. nécessaire], ANF (1949).
- Supervielle (de), admission aux états de Béarn en 1778, Béarn[réf. nécessaire], ANF (1979). (Famille éteinte en ligne masculine).
- Suremain (de), secrétaire du roi 1701-1724, Bourgogne. Conseiller au Parlement de Bourgogne[a 96].
- Surirey de Saint Rémy (de), secrétaire du roi 1710-1716, Normandie, Paris[réf. nécessaire], ANF (1946).
- Surrel de Saint-Julien (de), certificat de noblesse en 1776 (cadet-gentilhomme, 1778)[273], Saint-Julien-Chapteuil, Velay, ANF (1989). (non consensuel)[274][réf. à confirmer].
- Surville (de), Restauration, anoblie en 1816, Languedoc[a 97].
- Susanne d'Epinay, extraction 1553, Normandie[réf. nécessaire], ANF (1962).
- Susbielle (de), Restauration, baron en 1822, Île-de-France, Trinidad[Jougla 132]. Titre sans anoblissement.[réf. à confirmer].
- Suyrot (de), ancienne extraction 1447, Poitou[LM 135],[Note 95], ANF (1935).
- Suzannet (de), extraction, maintenue de noblesse à l'intendance de Poitiers le 27 septembre 1667. Baron en 1827 pour une branche éteinte, Poitou[réf. nécessaire], ANF (1968).
- Suzzarelli, r.n.f 1789 (noblesse de Sardaigne 1539), Corse[275].[réf. à confirmer].

- Haut – A
- B
- C
- D
- E
- F
- G
- H
- I
- J
- K
- L
- M
- N
- O
- P
- Q
- R
- S
- T
- U
- V
- W
- X
- Y
- Z

## T
- Taffanel de La Jonquière (de) (olim Tafanel), maintenue de noblesse en 1658 (d'après Chérin), condamnations pour usurpation de noblesse en 1668, 1697 et 1699, confirmation de noblesse en 1749 pour une branche éteinte. Chérin, qui ne parle que de la condamnation de 1697 et comme étant introuvable[276] proposa au roi de donner à la famille une maintenue de noblesse avec anoblissement en tant que besoin, reste à vérifier l'octroi effectif. Albigeois[277], ANF (1935).
- Taffin de Givenchy, secrétaire du roi 1713-1740[278], Flandre, Artois[Jougla 133], ANF (1978).
- Taffin de Tilques, certificat de noblesse en date du 26 mai 1783[279] (écoles militaires), Saint-Omer en Artois[réf. nécessaire], ANF (2004)[280].
- Taillandier (de), secrétaire du roi 1699-1720, Auvergne[Jougla 134], ANF (1965).
- Taillepied de Bondy, secrétaire du roi 1736, comte de l'Empire 1810, Ile-de-France (Meulan, Paris)[Jougla 135],[Note 96], ANF (1991).
- Talhouët de Boishorand et Talhouët-Roy (de), ancienne extraction 1424, Bretagne[LM 136],[Note 97], ANF (1940).
- Tandeau de Marsac, 2 générations de Présidents Trésorier de France (1743-1745) et (1765-1790), Limousin[Jougla 136].
- Tanoüarn (de), (olim Le Ménager, substitution du nom en 1641) anoblie 1581[281],[S 25], maintenue noble le 6 mai 1669[LM 137], Bretagne, ANF (1972).
- Tappie de Vinssac (de), capitoul de Toulouse 1766, Gascogne, Languedoc[a 98], ANF (1977).
- Tarade (de) et -de Corbeilles, anoblie par L.P. de janvier 1683[282], confirmation de noblesse le 18 décembre 1696[283], Orléanais[réf. nécessaire], ANF (1938).
- Tarbé de Saint-Hardouin, Empire, chevalier en 1810, confirmé en 1816, Sénonais (Sens)[réf. nécessaire], ANF (1962).
- Tardieu de Maleissye et Tardieu de Maleissye-Melun, anoblie en 1576[S 25], une branche autorisée à ajouter "Melun" à son nom par décret du 29 mars 1902[284],[285], Normandie, ANF (1937).
- Tardif d'Hamonville, anoblie en 1736, Normandie[réf. nécessaire], ANF (1994).
- Tardif de Moidrey, ancienne extraction 1498, baron en 1866 (sur réversion d'un titre de 1828), Moidrey, Normandie (Avranchin)[286], ANF (1953).
- Tardif de Petiville, secrétaire du roi 1728, Normandie[réf. nécessaire], ANF (1939).
- Tardy de Montravel (de), maintenue en 1786, comte en 1815, Auvergne, Vivarais[a 99], ANF (1938).
- Tarragon (de), ancienne extraction 1485, Orléanais[LM 138],[Note 98], ANF (1933).
- Tassin de Montaigu, secrétaire du roi 1754[a 96], Orléanais, ANF (1954).
- Tassin de Villepion et - de Nonneville, secrétaire du roi 1759-1776, vicomte de Nonneville en 1816, Orléanais[a 96], Tassin de Saint-Péreuse, secrétaire du roi 1765[a 96], Orléanais, ANF (1993).
- Tastes de Labarthe (de), extraction, maintenue 1696, Agenais[réf. nécessaire], ANF (1979).
- Taupinart de Tilière, Parlement de Paris 1720-1779 et Cour des Aides de Paris 1759, Orléanais, Île-de-France[réf. nécessaire], ANF (1933).
- Tauzia de Montbrun (de), anoblie en 1703, Agenais[Jougla 137].
- Teillard d'Eyry (olim Teillard de Chabrier)[287], Teilhard de Chardin[288], et Teillard de Rancilhac de Chazelles[289], Restauration, anoblie en 1816[290], Auvergne (Cantal)[Jougla 138], ANF (1974), pour les branches T. d'Eyry et T. de Chazelles, et ANF (2005), pour la branche T. de Chardin.
- Temple de Rougemont (du), Cour des Monnaies de Paris 1769-1771, Chartres[réf. nécessaire], ANF (1976).
- Tenant de La Tour, ancienne extraction 1440, Haut-Limousin[291], ANF (1938).
- Ternisien de Boiville, extraction 1515, maintenue 1697, Picardie[Jougla 139].
- Terras (de), anoblie en 1767, Dauphiné, Provence[réf. nécessaire], ANF (1972).
- Terrasson de Montleau (de), échevin d'Angoulême en 1580, Angoumois[a 100], ANF (1986).
- Terrasson de Sénevas, échevin de Lyon 1684 et 1685, maintenue en 1706, baron de l'Empire en 1813, Lyonnais[292][réf. nécessaire], ANF (1934).
- Terray, secrétaire du roi 1720, Forez, Lyonnais[a 100],[293], ANF (2019).
- Terrien de La Haye, Restauration, anoblie en 1820, Bretagne (Nantes)[LM 28].
- Tertre (du), ancienne extraction 1468, Boulonnais[réf. nécessaire], ANF (1984).
- Terves (de), ancienne extraction 1468, Poitou, Anjou[LM 139],[Note 99], ANF (1975).
- Tessières de Blanzac (de), de Teyssière, et de Tessières, ancienne extraction 1488, Périgord[a 98], ANF (1961).
- Testas de Folmont (de), noblesse prouvée 1600, Quercy[réf. nécessaire], ANF (1950).
- Testot-Ferry, Empire, baron en 1814 (lettres patentes de confirmation en 1815), Bourgogne[réf. nécessaire], ANF (1951). Titre sans anoblissement.
- Testu de Balincourt, secrétaire du roi 1556, marquis en 1719, honneurs de la Cour, Ile-de-France (Vexin)[LM 140], ANF (1974).
- Thélin (de), extraction 1542, maintenue en 1668[294], Auvergne, Champagne, ANF (2011)[295].
- Thénard, Restauration, baron en 1825, Bourgogne[réf. nécessaire], AN (1950).
- Thévenard (de), Empire, comte en 1810, Bretagne[LM 141],[Note 100].
- Thibaud de La Rochethulon, anoblie en 1627, maintenue en 1667[296], Beaujolais, Poitou[réf. nécessaire], ANF (1935).
- Thibault de La Carte de La Ferté-Sénectère, ancienne extraction 1440, honneurs de la Cour, Poitou, Touraine[réf. nécessaire], ANF (1966).
- Thibaut de Menonville, anoblie en 1659 par lettres patentes, Lorraine[réf. nécessaire], ANF (1993).
- Thierry de Faletans (de), anoblie en 1606, Lorraine[Jougla 140].
- Thierry de Ville d'Avray, anoblie en 1769 par lettres patentes, baron en 1784, Île-de-France[réf. nécessaire], ANF (1975).
- Thillaye du Boullay, secrétaire du roi 1763-1783, Normandie (Rouen)[réf. nécessaire], ANF (1967).
- Thiollaz (de), anoblie en 1594 par LP, Savoie[Foras 20]. (Famille éteinte en ligne masculine).
- Thirion de Briel, anoblie en 1719, Lorraine[Jougla 141].
- Thiroux de Gervillier, anoblie par L.P. de juin 1659[297], Bourgogne (Autun)[réf. nécessaire].
- Thoinnet de La Turmelière, secrétaire du roi 1772-1788 (mort en charge), Anjou, Bretagne[réf. nécessaire], ANF (2010)[298].
- Thoisy (de), légitimation en 1599, Bourgogne[réf. nécessaire], ANF (1933).
- Tholomese de Prinsac (de), maintenue en 1777, Vivarais, Champagne[réf. nécessaire], ANF (1995).
- Thomas de Labarthe (de), maintenue en 1670 (anoblie en 1627), Albigeois[réf. nécessaire], ANF (1959).
- Thomas de Pange, anoblie en 1626, marquis en 1766, Lorraine[réf. nécessaire], ANF (1944).
- Thomas des Essarts, Restauration, anoblie en 1815, Bretagne[Jougla 142].
- Thomassin de Montbel (de), extraction 1666, maintenue en 1756, Barrois[réf. nécessaire], ANF (1934).
- Thomasson (de), extraction 1545, Périgord, Limousin[Jougla 143].
- Thomé de Keridec, secrétaire du roi 1680, Bretagne[Jougla 144].
- Thonel d'Orgeix (de), lettres de noblesse 1711[299], marquis en 1817, Comté de Foix[a 101].
- Thoury (de), extraction, maintenue en 1667[Jougla 145]. ; (B.N. m.fr. 32275), Nivernais, ANF (2011)[300].
- Thoury de La Corderie (de), anoblie par lettres en 1764 (confirmation de noblesse), Normandie (Orne)[Jougla 146], ANF (1959).
- Thy (de), extraction chevaleresque 1394, honneurs de la Cour, Bourgogne[réf. nécessaire], ANF (1958).
- Thy de Milly (de), même famille que la précédente[réf. nécessaire], ANF (1954).
- Tiersonnier, Restauration, anoblie en 1822, Bourbonnais[réf. nécessaire], ANF (1955).
- Tillet (du), ancienne extraction 1484, Angoumois, Ile-de-France[Jougla 147]..
- Tillette de Mautort et Tillette de Clermont-Tonnerre, anoblie par lettres en 1577, baron d'Empire en Janvier 1814. La branche ainée joint Clermont-Tonnerre à son nom à la suite d'une adoption de 1816. Picardie[LM 142],[Note 101], ANF (1938).
- Tinguy du Pouët (de), - de La Giroulière et - de Vexiau, ancienne extraction 1480, Poitou[LM 143],[Note 102], ANF (1936).
- Tinseau (de), extraction 1568, Franche-Comté[réf. nécessaire], ANF (1958.
- Tinténiac (de), extraction chevaleresque 1385, maintenue en 1669 à Rennes, honneurs de la Cour, Bretagne (Finistère)[LM 144],[Note 103], ANF (1951).
- Tirant de Bury, secrétaire du roi au XVIIIe siècle, Les Istres-et-Bury, Champagne[a 102].
- Tisseuil (de), ancienne extraction 1483, Limousin, Marche[réf. nécessaire], ANF (1995).
- Tissot (de), secrétaire du roi 1746[301], Alsace[réf. nécessaire], ANF (2004)[302].
- Tonnac de Villeneuve (de), ancienne extraction, maintenue en 1669, Albigeois, Suisse[Jougla 148]. (subsistante en Suisse).
- Touchebœuf-Beaumond (de), extraction chevaleresque 1379, honneurs de la Cour, Limousin, Périgord, Quercy[réf. nécessaire], ANF (1983).
- Touchet (de) et -Exelmans, extraction chevaleresque 1369, honneurs de la Cour, Normandie[a 103],[303]
- Toulouse-Lautrec (de), extraction chevaleresque 1390, honneurs de la Cour, Languedoc[LM 145],[Note 104], ANF (1958).
- Tournebu (de), ancienne extraction, maintenue en 1539 par la Cour des Aides de Normandie, et en 1666 à Caen[304], Normandie (Calvados), ANF (1955).
- Tournemire (de), extraction chevaleresque 1259, comte en 1765[305], honneurs de la Cour, Auvergne, Limousin[réf. nécessaire], ANF (1948).
- Tourtier (de), trésorier à Orléans au XVIIe siècle, Orléanais, Picardie[réf. nécessaire], ANF (1958).
- Toustain du Manoir (de), anoblie en 1489, Normandie[réf. nécessaire], ANF (1984)[306]
- Touttée, Restauration, anoblie en 1817, Auvergne[réf. nécessaire], ANF (1962).
- Touzalin (de), anoblie en 1660, Poitou[307]
- Toytot (de) et - de Rainans, extraction, maintenue en 1769, Rainans, Franche-Comté (Dole)[a 104].
- Trédern (de), ancienne extraction 1475, Bretagne (Finistère)[LM 146],[Note 105], ANF (1965).
- Treilhard, Empire, comte en 1808, Brive, Paris[308]. Titre sans anoblissement.
- Trémaudan (de), extraction 1531, Bretagne[LM 147],[Note 106], ANF (1981).
- Trémeuge de La Roussière (de), ancienne extraction 1475, Auvergne[réf. nécessaire], ANF (1961).
- Trémolet de Lacheisserie (du), ancienne extraction 1490, Vivarais[réf. nécessaire], ANF (1989).
- Tréourret de Kerstrat (de), ancienne extraction 1430, Bretagne (Finistère)[réf. nécessaire][309], ANF (1978).
- Tressemanes-Brunet de Simiane (de), parlement et chambre des comptes d'Aix 1567[a 104],[310],[37], Provence, ANF (1995).
- Treton de Vaujuas-Langan, secrétaire du roi 1701, Maine[LM 148],[Note 107], ANF (1979).
- Tricaud (de), échevin de Lyon (1630)[a 105].
- Tricornot (de) et de Tricornot de Rose, anoblie en 1630, (Tricornot de Rose par décret de 1875 pour la branche aînée), Franche-Comté[réf. nécessaire], ANF (2003)[311].
- Trinquelague-Dions (de), baron en 1860, Gard[a 105].
- Tripier de Lozé, Chambre des Comptes de Bretagne 1727-1748 et 1751-1775, Maine (Mayenne)[réf. nécessaire], ANF (1977).
- Tristan (de), extraction chevaleresque 1378, Beauvaisis, Orléanais[réf. nécessaire], ANF (1961).
- Trogoff (de), - de Coatallio, - du Boisguézennec, et - de Kerlessy, ancienne extraction 1403, Bretagne (Côtes-d'Armor)[LM 149],[Note 108], ANF (1938).
- Trolong du Rumain (de), extraction chevaleresque 1388, honneurs de la Cour, Bretagne (Côtes-d'Armor)[LM 150],[Note 109].
- Tron de Bouchony, - de Bérard et - de Montalet, maintenue en 1776, Comtat Venaissin[réf. nécessaire], ANF (1967).
- Truchis de Varennes (de) et - de Lays[312], anoblie en 1648, Bourgogne[réf. nécessaire], ANF (1937).
- Trudon des Ormes, échevin de Paris 1774, Île-de-France, ANF (1962).
- Trutié de Varreux, secrétaire du roi 1746-1754, Nivernais[réf. nécessaire], ANF (1971).
- Tudert (de), ancienne extraction 1370, honneurs de la Cour, Poitou[réf. nécessaire], ANF (1976).
- Tulle de Villefranche, ancienne extraction 1382, baron en 1824, honneurs de la Cour, Comtat Venaissin[réf. nécessaire], ANF (1997).
- Turenne d'Aynac (de) et - d'Aubepeyre, honneurs de la Cour, comte d'Aynac en 1813 pour une branche éteinte, (branche naturelle de la famille Roger de Beaufort, anoblie en 1332), Limousin[313], ANF (1935).
- Turgy (de), Restauration, anoblie en 1814, Ile-de-France[LM 151],[Note 110].
- Tyrel de Poix et de Poix, ancienne extraction 1408, maintenue en 1671[Jougla 73], Berry, Touraine, ANF (1938).

- Haut – A
- B
- C
- D
- E
- F
- G
- H
- I
- J
- K
- L
- M
- N
- O
- P
- Q
- R
- S
- T
- U
- V
- W
- X
- Y
- Z

## U
- Ursel (d'), olim Schetz, anoblie en 1527 par Charles Quint (Pays-Bas espagnols), duc d'Hoboken en 1717 (Pays-Bas autrichiens), comte de l'Empire le 16 décembre 1810, Brabant[réf. nécessaire][314], ANF (2017).
- Urvoy de Portzamparc et - de Closmadeuc, ancienne extraction 1402, maintenue en 1669 à Rennes, Bretagne (Côtes-d'Armor)[18], ANF (1948).
- Ussel (d'), extraction chevaleresque 1353, baron de l'Empire 1813, Limousin, Marche[réf. nécessaire], ANF (1934).
- Uston de Villeréglan (d'), olim Duston, baron Duston de Villeréglan et de l'Empire (1813), baron héréditaire 1816, Languedoc (Limoux)[Jougla 149], ANF (2016).
- Utruy (d'), olim Dutruy, Empire, baron en 1809, confirmé en 1863, Guyenne[d 37].

- Haut – A
- B
- C
- D
- E
- F
- G
- H
- I
- J
- K
- L
- M
- N
- O
- P
- Q
- R
- S
- T
- U
- V
- W
- X
- Y
- Z

## V
- Vachon (de) (alias Vachon d'Agier) (olim Dagier), ancienne extraction 1454, Retournac en Auvergne[315], Dauphiné[316], Velay, ANF (1954).
- Val (du), ancienne extraction 1437, marquis de Tercis 1685 (pour le rameau aîné, éteint, de la branche de Bordeaux, seule subsistante), Touraine puis Guyenne[réf. nécessaire], ANF (1977 et 2016)[317].
- Val de Bonneval (du), anoblissement par charge 1519, marquis de Bonneval 1677, Normandie[réf. nécessaire], ANF (1951).
- Val d'Eprémesnil (du), anoblie en 1719, Normandie (Le Havre)[réf. nécessaire], ANF (1962).
- Valence de Minardière (de), anoblie (relief) en 1678, (une branche a relevé Marbot par décret de 1893), Forez, Lyonnais[réf. nécessaire], ANF (1952).
- Valicourt (de) et - de Becourt et - de Séranvillers, anoblie en 1668, Flandre (Cambrésis)[318], ANF (1934).
- Vallet de Villeneuve, secrétaire du roi 1730, comte en 1808 pour une branche éteinte, baron en 1815, Angoumois[réf. nécessaire], ANF (1967).
- Valleteau de Moulliac, anoblie comme échevin d'Angoulême (1733-1740) comparant à Angoulême en 1789[319], Angoumois, ANF (1948).
- Vallois (de), secrétaire du roi 1753-1766 (mort en charge) Anjou[LM 152],[Note 111], ANF (1983).
- Valous (de), échevin de Lyon en 1687, Lyonnais[réf. nécessaire], ANF (1933).
- Van der Cruisse de Waziers, secrétaire du roi 1741, Flandre[320], ANF (2015).
- Van Zeller d'Oosthove, secrétaire du roi 1702-1728, Flandre[réf. nécessaire], ANF (1963).
- Vandière de Vitrac (de), - de Bellussière et - d'Abzac, extraction 1541, d'Abzac par adoption de 1828 pour une branche, relève Grant de Bellussière éteint, Périgord[321], ANF (1948).
- Vanel de Lisleroy (de), extraction 1552, maintenue 1668, Gévaudan[réf. nécessaire], ANF (1980).
- Vanssay (de) et- de Blavous, extraction chevaleresque 1386, honneurs de la Cour[réf. nécessaire], ANF (1938).
- Varennes Bissuel de Saint-Victor (de), conseiller, notaire et secrétaire en la Cour du parlement de Dombes 1709, Beaujolais (Amplepuis)[322], ANF (1935).
- Varin d'Ainvelle, anoblie (confirmé) en 1598, Franche-Comté[a 106].
- Vassal de Montviel et - de Sineuil (de), ancienne extraction 1414, Périgord, Agenais, Bordelais[réf. nécessaire], ANF (1947).
- Vassart d'Andernay (de), anoblie en 1624, d'Hozier par décret de 1858 pour une branche, Barrois[Jougla 150].
- Vasselot de Régné (de), ancienne extraction 1496, honneurs de la Cour, Poitou[réf. nécessaire], ANF (1938).
- Vathaire et - de Guerchy (de), extraction 1527, Bourgogne[réf. nécessaire], ANF (1962).
- Vaucelles (de), extraction 1553[323], Tresson dans le Maine angevin[réf. nécessaire], ANF (2007)[324].
- Vauchaussade de Chaumont (de), ancienne extraction 1422, Auvergne[réf. nécessaire], ANF (1995).
- Vaucleroy (de), maintenue de noblesse le 28 janvier 1688 par l'intendant du roi en Champagne en faveur de Pierre-Ernest de Vaucleroi.[réf. nécessaire][325]
- Vaugelet (de) (ou Vaugellet), anoblie en 1660, Dauphiné[326],[a 107].
- Vaugiraud (de), ancienne extraction 1465, déchargée des droits de franc fief le 11 juillet 1582 sur preuves remontant à 1427 par Pierre Brisson, Poitou, Anjou (Le Vaugiraut, commune du Mesnil-en-Vallée)[réf. nécessaire], ANF (1949).
- Vaulchier du Deschaux (de), anoblie (confirmé) en 1516, marquis en 1755, Franche-Comté[réf. nécessaire], ANF (1949).
- Vaulx (de), anoblie en 1820, Bourbonnais[réf. nécessaire], ANF (1937).
- Védrines (de), anoblie en 1828, Agenais[réf. nécessaire], ANF (1982).
- Veillon de La Garoullaye, ancienne extraction, maintenue en 1657, Anjou[réf. nécessaire], ANF (1968).
- Venel (de), extraction 1558, vicomte en 1817 non régularisé, Provence (Toulon)[réf. nécessaire].
- Verbigier de Saint-Paul (de), extraction, maintenue en 1676, Comté de Foix[réf. nécessaire], ANF (1973).
- Verchère (de) (branche des Bayons), secrétaire du roi 1714 (?), Bourgogne[LM 153],[Note 112] (principe de noblesse à confirmer).
- Verdelon (de), ancienne extraction 1474, maintenue 1669, Auvergne[Jougla 151].
- Verdier de Genouillac (du) (alias Duverdier), trésorier à Limoges en 1586, secrétaire du roi 1704-1713, Limousin, Anjou[d 38], ANF (1968).
- Verdilhac (de), Restauration, anoblie en 1826, Limousin (Bellac)[a 107].
- Verdun (de), ancienne extraction 1478, marquis de La Crenne XVIIe siècle, Normandie (La Crenne en Avranchin)[réf. nécessaire], ANF (1937).
- Verger de Saint-Thomas des Essarts (du), extraction chevaleresque 1323, baron en 1739, Savoie[Foras 21].
- Vergès (de), Parlement de Paris 1771-1782, Île-de-France[réf. nécessaire], ANF (1968).
- Vergier de Kerhorlay (du), ancienne extraction 1400, Bretagne[LM 154],[Note 113], ANF (1957).
- Vergnette de Lamotte (de), ancienne extraction 1480, Rouergue, Normandie[réf. nécessaire], ANF (1968).
- Verne, Cour des aides de Paris, 1760-1780, Lyon, Île-de-France[a 107].
- Verne (du) olim Duverne, ancienne extraction 1440, maintenue 1667, Nivernais[Jougla 152].
- Vernejoul (de), noblesse prouvée 1590, Comté de Foix, Guyenne[réf. nécessaire], ANF (1987).
- Vernou-Bonneüil (de), anoblissement par L.P. de 1482[327][réf. non conforme], admission aux Écoles Royales Militaire le 23 octobre 1784[328], Poitou, Guadeloupe, ANF (1970).
- Veron de La Combe (de), extraction 1527, Velay[réf. nécessaire], ANF (1973).
- Verteuil (de) et - de Feuillas, extraction 1565, maintenue 1668, Poitou, Guyenne[Jougla 153].
- Verthamon (de), trésorier à Limoges 1569, Guyenne[réf. nécessaire], ANF (1965).
- Vesian (de), capitoul de Toulouse 1468, Languedoc (Castelnaudary)[réf. nécessaire], ANF (1937).
- Veye (de) et- de Livry, trésorier de France à Toulouse 1646, Languedoc[Jougla 154].
- Veyrac (de), noblesse prouvée 1587, Velay[réf. nécessaire], ANF (1960).
- Veyre de Soras, conseiller secrétaire du roi trésorier en la chancellerie du Parlement de Pau 1745-1766, Forez, Vivarais[réf. nécessaire], ANF (1988).
- Veyron la Croix, chevalier de l’Empire par L.P. de 1811 pour une branche[329], Dauphiné[réf. nécessaire].
- Veyrines (de), extraction, maintenue 1669, Velay, Forez[réf. nécessaire], ANF (1994).
- Vezeaux de Lavergne (de)et - Devezeaux de Lavergne, ancienne extraction 1454, Angoumois[réf. nécessaire], ANF (1975).
- Vialet de Montbel, comte par L.P. du 18 janvier 1829[Foras 22], Saint-Pierre-de-Soucy, Savoie, ANF (2004)[330].
- Viard, Empire, baron en 1813, Lorraine (Pont-à-Mousson)[Jougla 155]. Titre sans anoblissement.
- Viaris de Lesegno (de), extraction, r.n.f. 1810 (baron d'Empire), Piémont, France[réf. nécessaire], ANF (1951).
- Vichet (de), trésorier à Montpellier 1713 et 1747, Languedoc[a 108].
- Viel de Lunas d'Espeuilles (de), secrétaire du roi 1702, Languedoc, Nivernais[a 108].
- Viénot de Vaublanc, secrétaire du roi 1697, maréchal de camp 1780, baron de l'Empire 1809, Bourgogne[réf. nécessaire], ANF (1946).
- Vigan (de), anoblie par L.P. de décembre 1609[331], maintenue de noblesse à l'intendance d'Alençon par de Marle le 30 mars 1666[332], Normandie (Bernay)[a 109], ANF (1955).
- Vigneral (de) (olim Estienne), noblesse prouvée 1588, Normandie[réf. nécessaire], ANF (1969).
- Vignes de Puylaroque (de), ancienne extraction 1492, Marquis de Puylaroque par LP de septembre 1685, Quercy[réf. souhaitée]
- Vignet de Vendeuil (de), anoblie par charge en 1757, comte en 1818, (Clérembault de Vendeuil éteint, relevé par décret de 1869), Savoie[Foras 23], ANF (1980).
- Vigouroux d'Arvieu (de), anoblie en 1470, maintenue en 1700, Arvieu, Rouergue[réf. nécessaire][333][réf. à confirmer], ANF (1935).
- Viguerie (de), capitoul de Toulouse 1537, Languedoc[réf. nécessaire], ANF (1977).
- Villaines (de), ancienne extraction 1434, Berry, Bourbonnais[réf. nécessaire], ANF (1965).
- Villardi de Montlaur (de), maintenue en 1698[334], Comtat Venaissin[réf. nécessaire], ANF (1938).
- Ville de Ferrières (de), noblesse prouvée 1567, Savoie[Foras 24], ANF (1990).
- Villedieu de Torcy, Parlement de Dijon 1730, Bourgogne[réf. nécessaire], ANF (1955).
- Villedon de Naide (de) Villedon de Naide et Villedon (de), extraction féodale 1352, maintenue en 1666 (sur titres remontant en 1301), 1667 (sur titres remontant en 1429), en 1699 (sur titres remontant en 1494) et 1715, Poitou[335][réf. à confirmer], ANF (2010).
- Villèle (de), secrétaire du roi 1633-1674, comte en 1822[a 110], Lauragais, Toulouse, ANF (1944).
- Villelongue (de), extraction 1533, Picardie[réf. nécessaire], ANF (1988).
- Villelume (de) et Villelume de Sombreuil (de), extraction chevaleresque 1331[a 110] ou 1334[336], maintenue en 1666, honneurs de la Cour, Auvergne, Basse-Marche, ANF (1933).
- Villeneuve (de), extraction chevaleresque 1183, honneurs de la Cour, Languedoc[réf. nécessaire], ANF (1976).
- Villeneuve (de), - Bargemon, - Esclapon, - Trans, - et - Flayosc, extraction chevaleresque 1240, marquis de Trans en 1505, marquis de Flayosc en 1678, honneurs de la Cour, Provence[réf. nécessaire], ANF (1942).
- Villers (de) (alias Graf und Marquis von Villers)[Jougla 156],[Note 114],[337] extraction chevaleresque 1126, Bourgogne, Lorraine et Allemagne, ANF (2001)[338].
- Villetard de Laguérie, secrétaire du roi 1756. Comte de l'Empire 1808 pour une branche éteinte[339], Ligny-le-Châtel en Bourgogne[Jougla 157], ANF (1963).
- Villiers de La Noue (de), anoblie en 1661. Vicomte en 1826 pour une branche éteinte, Champagne[Jougla 158].
- Villoutreys de Brignac (de), ancienne extraction 1495, Limousin, Anjou[LM 155], ANF (1946).
- Vimal de Saint Pal, Vimal de Murs, Vimal du Monteil, 2 frères anoblis par charge de secrétaire du roi auprès de la Cour des comptes de Montpellier (1762-1783) (Vimal de Saint Pal, Vimal de Murs), un 3e frère est à l'origine de plusieurs branches dont une (Vimal du Monteil et Vimal-Teyras ou de Teyras) est anoblie en 1815[340], Auvergne (Ambert)[341], ANF (2000).
- Vimont (de), extraction, maintenue 1666, Normandie[Jougla 159].
- Vincens de Causans (de), extraction chevaleresque 1378, marquis 1667, honneurs de la Cour, Comtat Venaissin[réf. nécessaire], ANF (1946).
- Vincent de Vaugelas, secrétaire du roi 1761-1769 (mort en charge), (branches de Marniolas et de Saint-Bonnet éteintes), Lyonnais[réf. nécessaire], ANF (2017).
- Vion de Gaillon (de), ancienne extraction 1488, Bourgogne[réf. nécessaire], ANF (1949).
- Vipart (de), ancienne extraction 1440, rameau de Neuilly subsistant aux Antilles, issu de la branche de Beaumont, Normandie, Guadeloupe[342],[343].
- Virieu (de), extraction chevaleresque 1394, honneurs de la Cour, Dauphiné[344], ANF (1935).
- Virieu-Beauvoir (de), ancienne extraction 1460, baron en 1811, Dauphiné[345], ANF (1947).
- Viry (de) (olim de Sallenove), extraction chevaleresque 1160, honneurs de la Cour, comte en 1598, Savoie[Foras 25].
- Vittu de Kerraoul (de), secrétaire du roi 1730, Bretagne[a 111],[LM 156],[Note 115].
- Vivier de Fay-Solignac (du), chambre des comptes de Grenoble 1666, (substituée à la maison de Fay-Solignac en 1748), Dauphiné[346], ANF (1956).
- Viville (de), anoblie 1816, Lorraine[réf. nécessaire], ANF (1996).
- Vogüé (de) (olim d'Alès ou d'Alex), extraction chevaleresque 1352 (ou 1275), famille issue en ligne féminine de la première maison de Vogüé éteinte en 1326 et dont la filiation prouvée remontait à 1256[347],[Jougla 160], honneurs de la Cour, baron 1731, branche cadette éteinte baron 1824, autre branche éteinte baron 1829, Vivarais, ANF (1937).
- Voinnesson et Voinnesson (de), gentilhomme de Laveline 1476, vote noble à Remiremont en 1789, Lorraine[348].
- Voyer de Paulmy d'Argenson (de), Touraine, ancienne extraction 1374 (citée 1244), marquis d'Argenson 1700, et baron d'Empire 1810[réf. nécessaire], ANF (1937).
- Vuillefroy de Silly (de), anoblissement par lettres patentes en 1815, Soissonais, Bretagne[349],[LM 157], ANF (2013).
- Vuillet, anoblie en 1633, Savoie[Jougla 161].

- Haut – A
- B
- C
- D
- E
- F
- G
- H
- I
- J
- K
- L
- M
- N
- O
- P
- Q
- R
- S
- T
- U
- V
- W
- X
- Y
- Z

## W
- Walckenaer, baron 1823, Paris[réf. nécessaire], ANF (1996). Titre sans anoblissement[réf. nécessaire].
- Waldner de Freundstein (de), extraction chevaleresque 1235, honneur de la cour 1755[27], comte 1748, confirmé 1907, Alsace, ANF (1935).
- Wall (de), extraction chevaleresque 1171, r.n.f. 1829, honneurs de la Cour 1751[27], comte 1829[350], Irlande, Bourgogne[351].
- Walsh de Serrant, extraction chevaleresque 1174, honneur de la cour 1770[27], comte de Serrant 1755, Irlande, Bretagne[352], ANF (1936). (origine à vérifier)
- Wangen de Géroldseck (de), ancienne extraction[353], r.n.f. 1773, Alsace.
- Warenghien de Flory (de), secrétaire du roi 1733, baron de l'Empire 1813, Flandre[réf. nécessaire], ANF (1934).
- Waresquiel (de), secrétaire du roi 1681-1715, Flandre[a 111].
- Warnier de Wailly, secrétaire du roi 1745-1747, Picardie (Montreuil-sur-mer)[réf. nécessaire], ANF (1935).
- Waroquier (de), anoblie (confirmé) en 1647, (Puel-Parlan en 1836), Rouergue[réf. nécessaire], ANF (1955).
- Warren (de), naturalisé lorrain le 25 décembre 1712, reconnaissance de noblesse le 31 juillet 1726[354], Angleterre, Irlande, Lorraine[réf. nécessaire], ANF (1937).
- Wartelle d'Herlincourt, conseil d'Artois 1747, baron de l'Empire 1813, Artois[réf. nécessaire][355], ANF (1959).
- Wavrechin (de), cité 1592, anoblissement par charge : conseiller au parlement de Flandres à Douai 1725, Flandre[réf. nécessaire], ANF (1948).
- Wazières (de), anciennement de Fourmestraux[d 39], anoblissement par lettres : 1623, Chevalier : 1642, Comte de Roncq : 1768, Artois, Flandre[356][réf. à confirmer].
- Wendel (de), anoblie en 1727, Lorraine (Hayange)[réf. nécessaire], ANF (1936).
- Werbier d'Antigneul (de), secrétaire du roi 1749-1769, Artois[réf. nécessaire], ANF (1975).
- Willecot de Rincquesen (de), extraction 1528, Boulonnais[réf. nécessaire], ANF (1951).
- Witasse-Thézy (de), extraction 1548, Picardie, Bretagne[LM 158],[Note 116], ANF (1933).
- Wolbock-Châtillon (de), extraction 1573 (lettres de naturalisation), Gueldre (Pays-Bas), Soissonnais[LM 159], ANF (1992).

- Haut – A
- B
- C
- D
- E
- F
- G
- H
- I
- J
- K
- L
- M
- N
- O
- P
- Q
- R
- S
- T
- U
- V
- W
- X
- Y
- Z

## Y
- Yversen (d'), extraction 1568, barons de l'Empire 1814, barons héréditaires 1817[Jougla 162], ANF (1997).
- Yzarn de Freissinet de Valady (d'), extraction chevaleresque 1313, honneurs de la Cour 1785[27], Rouergue, ANF (1934).

- Haut – A
- B
- C
- D
- E
- F
- G
- H
- I
- J
- K
- L
- M
- N
- O
- P
- Q
- R
- S
- T
- U
- V
- W
- X
- Y
- Z

## Z
- Zylof de Steenbourg, maintenue et anoblissement en tant que besoin en 1670[réf. nécessaire], ANF (2014).

- Haut – A
- B
- C
- D
- E
- F
- G
- H
- I
- J
- K
- L
- M
- N
- O
- P
- Q
- R
- S
- T
- U
- V
- W
- X
- Y
- Z